# Liste der Stolpersteine in Chemnitz

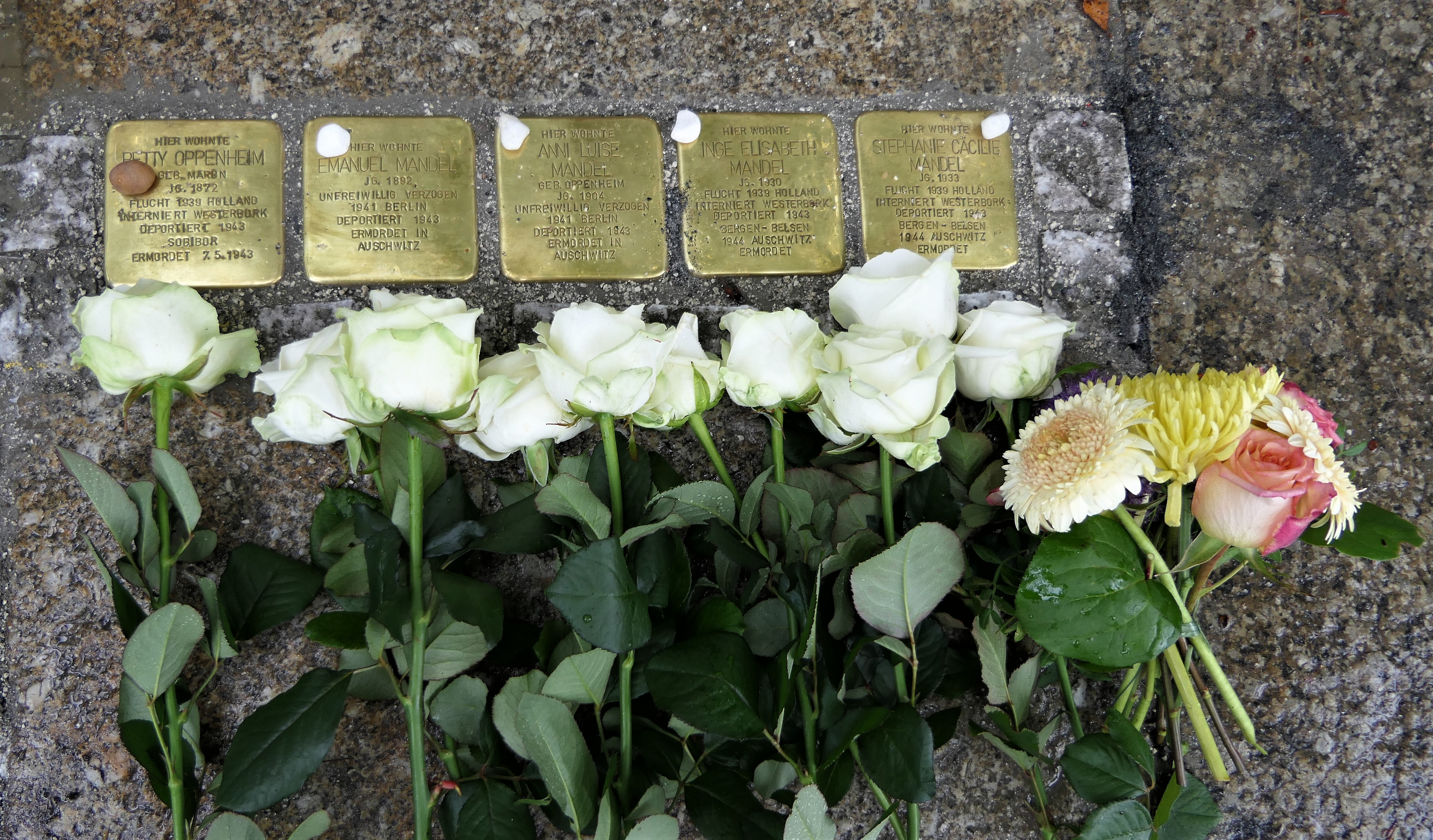
Stolpersteine in der Weststraße auf dem Kaßberg, 2018

Die Liste der Stolpersteine in Chemnitz enthält alle Stolpersteine, die im Rahmen des gleichnamigen Kunstprojekts von Gunter Demnig in Chemnitz verlegt wurden. Mit ihnen soll den Opfern des Nationalsozialismus gedacht werden, die in Chemnitz lebten und wirkten.

## Hintergrund

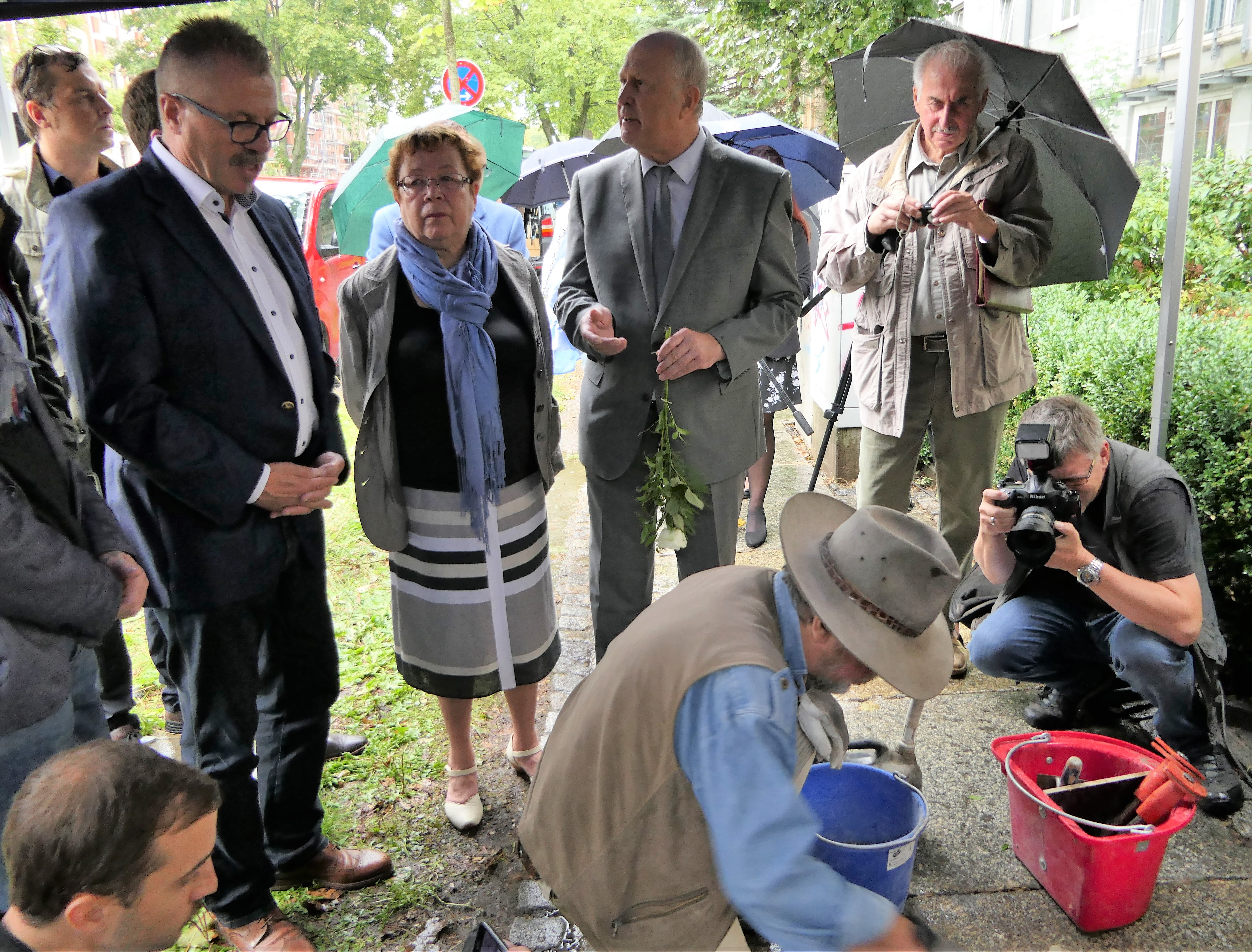
Auftaktveranstaltung am 30. August 2018 mit Bürgermeister und der Vorsitzenden der Jüdischen Gemeinde

Initiiert wurden die Chemnitzer Stolpersteine durch den Verein der Verfolgten des Naziregimes – Bund der Antifaschisten Chemnitz VVN/BdA im November 2005. Unterstützt wird das Projekt von der Stadt Chemnitz.
Die ersten sieben Steine wurden am 6. Juli 2007 in den Bürgersteig eingelassen, es folgten jährlich weitere Verlegungen. 23 Stolpersteine wurden am 30. Mai 2017, 19 am 30. August 2018 hinzugefügt und 21 weitere am 5. Dezember 2019. Am 6. Mai 2021 wurden 27 Stolpersteine, am 17. Mai 2022 weitere 23 Steine und am 14. Juni 2023 an 11 Standorten 25 Steine verlegt. Am 29. Mai 2024 wurden weitere 23 Stolpersteine verlegt.
Insgesamt wurden somit bis zum heutigen Tag in Chemnitz 330 Stolpersteine verlegt (Stand 29. Mai 2024).
Diese Gedenkveranstaltungen wurden unterstützt durch die Jüdische Gemeinde Chemnitz sowie Schülergruppen, organisiert durch das Bürgermeisteramt und ab 2016 moderiert durch den Historiker Jürgen Nitsche, durch den auch die Biographien recherchiert wurden.

## Liste der Stolpersteine
Die Tabelle ist teilweise sortierbar, die Grundsortierung erfolgt alphabetisch nach der Adresse.
| Bild | Name | Adresse                                                                                     | Verlegedatum  | Inschrift | Anmerkung |
| --- | --- | ------------------------------------------------------------------------------------------- | ------------- | --- | --- |
| weitere Bilder \| | Adolf Pakulla | Agricolastraße 2 ⊙                                                                          | 20. Sep. 2016 | HIER WOHNTE ADOLF PAKULLA JG. 1892 DEPORTIERT 1942 THERESIENSTADT 1943 AUSCHWITZ ERMORDET                                                                                                   | Adolf Gustav Pakulla, geb. am 14.4.1892, war Kaufmann, Fabrikant und Inhaber einer Trikotagenfabrik in Chemnitz. Nach 1939 war er stellvertretender Vorsitzender der Jüdischen Kultusvereinigung. Am 8.9.1942 wurde er nach Theresienstadt deportiert und am 29.1.1943 nach Auschwitz, wo er den Tod fand. |
| weitere Bilder \| | Wolf Joseph | Agricolastraße 9 ⊙                                                                          | 14. Juni 2023 | HIER WOHNTE WOLF JOSEPH JG. 1859 JÜDISCHES ALTERSHEIM GEDEMÜTIGT / ENTRECHTET TOT 23. OKT. 1942                                                                                             | Familie Joseph |
| weitere Bilder \| | Regina Joseph | Agricolastraße 9 ⊙                                                                          | 14. Juni 2023 | HIER WOHNTE REGINA JOSEPH GEB. KROTOSCHIN JG. 1862 GEDEMÜTIGT / ENTRECHTET TOT 22. MÄRZ 1940                                                                                                | Familie Joseph |
| weitere Bilder \| | Hertha Richter | Agricolastraße 9 ⊙                                                                          | 14. Juni 2023 | HIER WOHNTE HERTHA RICHTER GEB. JOSEPH JG. 1889 DEPORTIERT 1942 ERMORDET IM BESETZTEN POLEN                                                                                                 | Familie Joseph |
| weitere Bilder \| | Herbert Joseph | Agricolastraße 9 ⊙                                                                          | 14. Juni 2023 | HIER WOHNTE HERBERT JOSEPH JG. 1891 VERHAFTET 1938 ‘HOCHVERRAT’ ZUCHTHAUS ZWICKAU ‘SCHUTZHAFT’ 1940 KZ BUCHENWALD ERMORDET 17. 12. 1941                                                     | Familie Joseph |
| weitere Bilder \| | Erich Joseph | Agricolastraße 9 ⊙                                                                          | 14. Juni 2023 | HIER WOHNTE ERICH JOSEPH JG. 1892 ‘SCHUTZHAFT’ 1938 KZ DACHAU 1941 KZ BUCHENWALD ERMORDET 5.8. 1941                                                                                         | Familie Joseph |
| | Johanna Ida Wangenheim                                                                                                 | Agricolastraße 13 ⊙                                                                         | 17. Mai 2022  | HIER WOHNTE JOHANNA IDA WANGENHEIM GEB. JOACHIMSTHAL GEB. 1861 DEPORTIERT 1942 THERESIENSTADT ERMORDET 30.10.1942                                                                           | [ 12 ] |
| | Erich Max Wangenheim                                                                                                   | Agricolastraße 13 ⊙                                                                         | 17. Mai 2022  | HIER WOHNTE ERICH MAX WANGENHEIM GEB. 1884 ‘SCHUTZHAFT’ 1938 BUCHENWALD DEPORTIERT 1943 THERESIENSTADT BEFREIT                                                                              | [ 12 ] |
| | Emilie Ellen Wangenheim                                                                                                | Agricolastraße 13 ⊙                                                                         | 17. Mai 2022  | HIER WOHNTE EMILIE ELLEN WANGENHEIM GEB. TUCHLER JG. 1891 DEPORTIERT 1943 THERESIENSTADT ERMORDET 21.3.1944                                                                                 | [ 12 ] |
| | Dr. Hugo Fuchs | Agricolastraße 15 ⊙                                                                         | 30. Aug. 2018 | HIER WOHNTE RABBINER DR. HUGO FUCHS JG. 1878 ‘SCHUTZHAFT’ 1938 GEFÄNGNIS KASSBERG SCHWER MISSHANDELT FLUCHT 1939 ARGENTINIEN                                                                | |
| | Ida Hanni Imgrund | Ahornstraße 32 ⊙                                                                            | 12. Juni 2010 | HIER WOHNTE IDA IMGRUND GEB. GOLDNER JG. 1884 MEDIZINISCHE HILFE VERWEIGERT TOT 17.4.1942                                                                                                   | Ida Hanni Imgrund, geb. am 9. November 1884 in Ermreuth bei Forchheim, heiratete 1911 in Stuttgart Jean Philipp Imgrund und zog mit diesem, der als Direktor unterschiedlicher Firmen tätig war, nach Chemnitz. In den 30er Jahren engagierte sich Tochter Inge im Bund der Deutsch-Jüdischen Jugend. Das Haus Ahornstraße 32 wurde 1939 zum „Judenhaus“ erklärt. Ida erkrankte, doch als Jüdin wurde ihr Hilfe verwehrt. Sie erlag am 17. April 1942 ihrer schweren Krankheit und wurde auf dem Israelitischen Friedhof beigesetzt. |
| | Hedwig Doerzbacher | Ahornstraße 32 ⊙                                                                            | 30. Sep. 2015 | HIER WOHNTE HEDWIG DOERZBACHER GEB. KOHN JG. 1883 DEPORTIERT 1942 ERMORDET IN BELZYCE | [ 14 ] |
| | Tobias Blaustein | Altchemnitzer Straße 4 ⊙                                                                    | 5. Okt. 2020  | HIER ARBEITETE TOBIAS BLAUSTEIN Jg. 1896 'SCHUTZHAFT' 1938 BUCHENWALD UNFREIWILLIG VERZOGEN 1940 BIELEFELD ARBEITSLAGER SCHLOSSHOF DEPORTIERT 1945 THERESIENSTADT BEFREIT                   | [ 15 ] |
| | Max Anton Schuster | Altendorfer Straße 7 ⊙                                                                      | 6. Mai 2021   | HIER WOHNTE MAX SCHUSTER JG. 1878 IM WIDERSTAND / KPD VERHAFTET 1944 GEFÄNGNIS KASSBERG FLOSSENBÜRG ERMORDET 3.1.1945 AUSSENLAGER LEITMERITZ                                                | [ 16 ] |
| | Hugo Hoff | Altendorfer Straße 17 ⊙                                                                     | 29. Mai 2024  | HIER WOHNTE HUGO HOFF JG. 1887 ‘AKTION ARBEITSSCHEU REICH‘ KZ BUCHENWALD ERMORDET 25.3.1940                                                                                                 | [ 7 ] |
| | Martha Hoff | Altendorfer Straße 17 ⊙                                                                     | 29. Mai 2024  | ALTENDORFER STR. 17A WOHNTE MARTHA HOFF 13A WOHNTE GEB. BRAUN JG. 1894 DEPORTIERT 1943 AUSCHWITZ ERMORDET 25.9.1943                                                                         | [ 7 ] |
| | Sally Gliksman | Am Rathaus 8 ⊙                                                                              | 14. Juni 2023 | LANGE STRASSE 33 WOHNTE / ARBEITETE SALLY GLIKSMAN JG. 1896 IM WIDERSTAND / KPD FLUCHT 1939 BELGIEN INTERNIERT 1943 MECHELEN DEPORTIERT 1944 AUSCHWITZ 1945 TODESMARSCH BEFREIT 18.4.1945   | Familie Gliksman |
| | Anna Gliksman | Am Rathaus 8 ⊙                                                                              | 14. Juni 2023 | LANGE STRASSE 33 WOHNTE ANNA GLIKSMAN GEB. FREIER JG. 1909 FLUCHT 1939 BELGIEN INTERNIERT 1943 MECHELEN DEPORTIERT 1944 AUSCHWITZ ERMORDET                                                  | Familie Gliksman |
| | Ruth Gliksman | Am Rathaus 8 ⊙                                                                              | 14. Juni 2023 | LANGE STRASSE 33 WOHNTE RUTH GLIKSMAN JG. 1938 FLUCHT 1939 BELGIEN INTERNIERT 1943 MECHELEN DEPORTIERT 1944 AUSCHWITZ ERMORDET                                                              | Familie Gliksman |
| | Rudolf Dähnert | Am Rosenhag ⊙                                                                               | 29. Mai 2024  | HIER WOHNTE RUDOLF DÄHNERT JG. 1909 IM WIDERSTAND / KPD ‘SCHUTZHAFT‘ 1933 HANSA-HAUS GEFÄNGNIS HARTMANNSTR. KZ SACHSENBURG KZ AUGUSTUSBURG                                                  | [ 7 ] |
| | Rosa Abel | Andréstraße 11 ⊙                                                                            | 30. Aug. 2018 | HIER WOHNTE ROSA ABEL GEB. HUHN JG. 1862 DEPORTIERT 1943 THERESIENSTADT ERMORDET 21.4.1943                                                                                                  | Rosa und Hannah Abel |
| | Hannah Abel | Andréstraße 11 ⊙                                                                            | 30. Aug. 2018 | HIER WOHNTE HANNAH ABEL JG. 1903 DEPORTIERT 1942 BELZYCE ERMORDET | Rosa und Hannah Abel |
| | Werner Götz | Andréstraße 39 ⊙                                                                            | 17. Mai 2022  | ANDRÉSTR. 39 WOHNTE WERNER M. GÖTZ JG. 1904 ‘SCHUTZHAFT’ 1938 BUCHENWALD UNFREIWILLIG VERZOGEN 1940 PADERBORN DEPORTIERT 1943 AUSCHWITZ ERMORDET 27.5.1943                                  | [ 18 ] |
| | Johanna Zuer | Andréstraße 43 ⊙                                                                            | 30. Mai 2017  | HIER WOHNTE JOHANNA ZUER GEB. BRINITZER JG. 1886 DEPORTIERT 1942 BELZYCE ERMORDET | |
| | Wolfgang Zuer | Andréstraße 43 ⊙                                                                            | 30. Mai 2017  | HIER WOHNTE WOLFGANG ZUER JG. 1921 DEPORTIERT 1942 BELZYCE ERMORDET | |
| | Emil Wallner | Annaberger Straße 200 ⊙                                                                     | 14. Juni 2023 | HIER WOHNTE EMIL WALLNER JG. 1903 IM WIDERSTAND / KPD ‘SCHUTZHAFT’ 1933 VERHAFTET 1936 ‘HOCHVERRAT’ ZUCHTHAUS ZWICKAU TOT AN HAFTFOLGEN 4. MAI 1937                                         | [ 19 ] |
| | David Moerdler | Annenstraße 18 ⊙                                                                            | 20. Sep. 2016 | HIER WOHNTE DAVID MOERDLER JG. 1865 GEDEMÜTIGT / ENTRECHTET TOT 28.6.1942 | |
| | Rosa Moerdler | Annenstraße 18 ⊙                                                                            | 20. Sep. 2016 | HIER WOHNTE ROSA MOERDLER GEB. SCHARF JG. 1871 DEPORTIERT 1942 THERESIENSTADT 1942 TREBLINKA ERMORDET                                                                                       | |
| | Hermann Moerdler | Annenstraße 18 ⊙                                                                            | 20. Sep. 2016 | HIER WOHNTE HERMANN MOERDLER JG. 1903 IM WIDERSTAN/SPD FLUCHT 1933 FRANKREICH APRIL 1939 POLEN 1941 RIGA ERMORDET                                                                           | |
| | Mendel Brandwein | Annenstraße 18 ⊙                                                                            | 20. Sep. 2016 | MENDEL BRANDWEIN JG. 1886 UMZUG / BERUFLICH ZWICKAU ‘POLENAKTION’ 1938 BENTSCHEN /ZBASZYN ERMORDET IN ŁODZ /LITZMANNSTADT                                                                   | |
| | Minna Brandwein | Annenstraße 18 ⊙                                                                            | 20. Sep. 2016 | MINNA BRANDWEIN GEB. WIESENTHAL JG. 1882 UMZUG /BERUFLICH ZWICKAU ‘POLENAKTION’ 1938 BENTSCHEN /ZBASZYN ERMORDET IN ŁODZ /LITZMANNSTADT                                                     | |
| | Josef Tittmann | Annenstraße Ecke Reitbahnstraße (einst Annenstraße 23) ⊙                                    | 10. Sep. 2014 | HIER WOHNTE JOSEF TITTMANN JG. 1906 HEIRAT/UMZUG 1937 POLEN GEDEMÜTIGT / ENTRECHTET FLUCHT IN DEN TOD 12.11.1944 KRAKAU                                                                     | |
| | Herta Tittmann | Annenstraße Ecke Reitbahnstraße (einst Annenstraße 23) ⊙                                    | 10. Sep. 2014 | HERTA TITTMANN GEB. JASCHEK JG. 1914 GEDEMÜTIGT / ENTRECHTET FLUCHT IN DEN TOD 12.11.1944 KRAKAU                                                                                            | |
| | Rachella Tittmann | Annenstraße Ecke Reitbahnstraße (einst Annenstraße 23) ⊙                                    | 10. Sep. 2014 | RACHELLA TITTMANN JG. 1938 GEDEMÜTIGT / ENTRECHTET FLUCHT IN DEN TOD 12.11.1944 KRAKAU | |
| | Bertha Tittmann | Annenstraße Ecke Reitbahnstraße (einst Annenstraße 23) ⊙                                    | 30. Aug. 2018 | HIER WOHNTE BERTHA TITTMANN GEB. HAGLER JG. 1884 ‘POLENAKTION’ 1938 BENTSCHEN / ZBASZYN TOT 18.9.1943 KOLOMEA                                                                               | Bertha Tittmann |
| | Marie Doernberger | Antonplatz 15 (heute: Mühlenstraße 2 / Karl-Liebknecht-Straße 20 / Käthe-Kollwitz-Straße) ⊙ | 30. Sep. 2015 | HIER WOHNTE UND ARBEITETE MARIE DOERNBERGER GEB. LEVINGER JG. 1883 DEPORTIERT 1943 THERESIENSTADT 1944 AUSCHWITZ ERMORDET 14.10.1944                                                        | [ 20 ] |
| | Hermann Rosenthal | Antonplatz 15 (heute: Mühlenstraße 2 / Karl-Liebknecht-Straße 20 / Käthe-Kollwitz-Straße) ⊙ | 18. Okt. 2011 | HIER WOHNTE HERMANN ROSENTHAL JG. 1879 DEPORTIERT 1942 ERMORDET IN BELZYCE | Am Antonplatz befand sich das Jüdische Altersheim. |
| | Julius Sommerfeld | Antonplatz 15 (heute: Mühlenstraße 2 / Karl-Liebknecht-Straße 20 / Käthe-Kollwitz-Straße) ⊙ | 25. Sep. 2013 | HIER WOHNTE JULIUS SOMMERFELD JG. 1878 ‘SCHUTZHAFT’ 1939 SACHSENHAUSEN ERMORDET 16.3.1940                                                                                                   | aufstrebender Kaufmann, Inhaber einer Tuchgroßhandlung und Hausbesitzer. |
| | Dagobert Culp | Apollostraße 4 ⊙                                                                            | 2. Nov. 2012  | HIER WOHNTE DAGOBERT CULP JG. 1882 VERHAFTET 1938 ‘RASSENSCHANDE’ 1939 ZUCHTHAUS BAUTZEN 1940 SACHSENHAUSEN TOT 7.2.1940                                                                    | [ 23 ] |
| | Adolf Wilhelmi | Augustusburger Straße 121 (ehemals Oststraße 93) ⊙                                          | 6. Mai 2021   | OSTSTRASSE 93 WOHNTE ADOLF WILHELMI JG. 1874 SEIT 1937 MEHRMALS VERHAFTET / VERURTEILT § 175 'VORBEUGEHAFT' 1942 BUCHENWALD DACHAU ERMORDET 26.8.1942                                       | [ 24 ] |
| | Dr. Ernst Martin Müller                                                                                                | Bahnhofstraße 74 (ehemals Lange Str. 12) ⊙                                                  | 5. Dez. 2019  | LANGE STRASSE 12 WOHNTE / ARBEITETE DR. ERNST MARTIN MÜLLER JG. 1879 UNFREIWILLIG VERZOGEN 1938 MÜNCHEN GEDEMÜTIGT/ENTRECHTET FLUCHT IN DEN TOD 30.8.1942                                   | [ 25 ] |
| | Dr. Margot Hochherr | Barbarossastraße 39 ⊙                                                                       | 6. Mai 2021   | HIER WOHNTE DR. MARGOT HOCHHERR GEB. BÄHR JG. 1911 / FLUCHT 1938 HOLLAND INTERNIERT WESTERBORK DEPORTIERT 1942 AUSCHWITZ ERMORDET 18.7.1942                                                 | [ 26 ] |
| | Heinrich Hochherr | Barbarossastraße 39 ⊙                                                                       | 6. Mai 2021   | HEINRICH HOCHHERR JG. 1910 FLUCHT 1938 HOLLAND INTERNIERT WESTERBORK DEPORTIERT 1942 AUSCHWITZ 17.8.1942                                                                                    | [ 26 ] |
| | Suzanne Carola Hochherr                                                                                                | Barbarossastraße 39 ⊙                                                                       | 6. Mai 2021   | SUZANNE CAROLA HOCHHERR JG. 1939 INTERNIERT WESTERBORK DEPORTIERT 1942 AUSCHWITZ 17.8.1942                                                                                                  | [ 26 ] |
| | Samuel Nussberg | Barbarossastraße 55 ⊙                                                                       | 5. Dez. 2019  | HIER WOHNTE SAMUEL NUSSBERG JG. 1895 'POLENAKTION' 1938 BENTSCHEN / ZBASZYN INTERNIERT 1941 LAGER LEIBITSCH ERMORDET IM BESETZTEN POLEN                                                     | [ 25 ] |
| | Frieda Nussberg | Barbarossastraße 55 ⊙                                                                       | 5. Dez. 2019  | HIER WOHNTE FRIEDA NUSSBERG GEB. AVRAMOVICI JG. 1896 'POLENAKTION' 1938 BENTSCHEN / ZBASZYN INTERNIERT 1941 LAGER LEIBITSCH ERMORDET IM BESETZTEN POLEN                                     | [ 25 ] |
| | Rachela Nussberg | Barbarossastraße 55 ⊙                                                                       | 5. Dez. 2019  | HIER WOHNTE RACHELA NUSSBERG JG. 1927 'POLENAKTION' 1938 BENTSCHEN / ZBASZYN INTERNIERT 1941 LAGER LEIBITSCH ERMORDET IM BESETZTEN POLEN                                                    | [ 25 ] |
| | Manfred Nussberg | Barbarossastraße 55 ⊙                                                                       | 5. Dez. 2019  | HIER WOHNTE MANFRED NUSSBERG JG. 1931 'POLENAKTION' 1938 BENTSCHEN / ZBASZYN INTERNIERT 1941 LAGER LEIBITSCH ERMORDET IM BESETZTEN POLEN                                                    | [ 25 ] |
| | Rosa Nussberg | Barbarossastraße 55 ⊙                                                                       | 5. Dez. 2019  | HIER WOHNTE ROSA NUSSBERG JG. 1936 'POLENAKTION' 1938 BENTSCHEN / ZBASZYN INTERNIERT 1941 LAGER LEIBITSCH ERMORDET IM BESETZTEN POLEN                                                       | [ 25 ] |
| | Rosalie Kamnitzer | Barbarossastraße 55 ⊙                                                                       | 5. Okt. 2020  | HIER WOHNTE ROSALIE KAMNITZER GEB. BERGER JG. 1860 DEPORTIERT 1942 THERESIENSTADT ERMORDET 7.10.1942                                                                                        | [ 15 ] |
| | Bernhard Kamnitzer | Barbarossastraße 55 ⊙                                                                       | 5. Okt. 2020  | HIER WOHNTE BERNHARD KAMNITZER JG. 1885 DEPORTIERT 1942 THERESIENSTADT ERMORDET 12.10.1942                                                                                                  | [ 15 ] |
| | Harry Kamnitzer | Barbarossastraße 55 ⊙                                                                       | 5. Okt. 2020  | HIER WOHNTE HARRY KAMNITZER JG. 1888 'SCHUTZHAFT' 1938 BUCHENWALD DEPORTIERT 1942 THERESIENSTADT 1943 Auschwitz ERMORDET 31.1.1943                                                          | [ 15 ] |
| | Johanna Kamnitzer | Barbarossastraße 55 ⊙                                                                       | 5. Okt. 2020  | HIER WOHNTE JOHANNA KAMNITZER JG. 1879 DEPORTIERT 1942 BELZYCE ERMORDET | [ 15 ] |
| | Egon Berger | Barbarossastraße 55 ⊙                                                                       | 5. Okt. 2020  | HIER WOHNTE EGON EMANUEL BERGER JG. 1924 KINDERTRANSPORT 1939 ENGLAND | [ 15 ] |
| | Benno Berger | Barbarossastraße 55 ⊙                                                                       | 5. Okt. 2020  | HIER WOHNTE BENNO BERGER JG. 1923 'POLENAKTION' 1938 BENTSCHEN/ZBASZYN ERMORDET IM BESETZTEN POLEN                                                                                          | [ 15 ] |
| | Berek Kagan | Barbarossastraße 77 ⊙                                                                       | 29. Mai 2024  | HIER WOHNTE BEREK KAGAN JG. 1870 ‘POLENAKTION‘ 1938 ERMORDET IM BESETZTEN POLEN | [ 7 ] |
| | Henoch Kagan | Barbarossastraße 77 ⊙                                                                       | 29. Mai 2024  | HIER WOHNTE HENOCH KAGAN JG. 1900 ‘SCHUTZHAFT‘ 1938 KZ BUCHENWALD FLUCHT 1939 LETTLAND 1941 GHETTO RIGA ERMORDET                                                                            | [ 7 ] |
| | Erika Kagan | Barbarossastraße 77 ⊙                                                                       | 29. Mai 2024  | HIER WOHNTE ERIKA KAGAN GEB. ALEXANDER JG. 1904 FLUCHT 1939 LETTLAND 1941 GHETTO RIGA ERMORDET                                                                                              | [ 7 ] |
| | Anna Horn | Beckerstraße 11 ⊙                                                                           | 30. Aug. 2018 | HIER WOHNTE ANNA HORN GEB. LEVY JG. 1896 DEPORTIERT 1942 THERESIENSTADT FREIHEITSTRANSPORT 5.2.1945 KREUZLINGEN/SCHWEIZ                                                                     | Anna und Hermann Horn |
| | Hermann Horn | Beckerstraße 11 ⊙                                                                           | 30. Aug. 2018 | HIER WOHNTE HERMANN HORN JG. 1890 DEPORTIERT 1942 THERESIENSTADT ERMORDET 11.12.1944 | Anna und Hermann Horn |
| | Alfred Richard Johst                                                                                                   | Bernhardstraße 34 ⊙                                                                         | 30. Mai 2017  | HIER WOHNTE ALFRED RICHARD JOHST JG. 1903 IM WIDERSTAND / KPD GEFÄNGNIS HOHENECK ‘VERLEGT’ 1933 HEILANSTALT WALDHEIM ERMORDET 29.1.1935                                                     | |
| | Walter Maleki | Bernsdorfer Plan 12 ⊙                                                                       | 7. Okt. 2008  | HIER WOHNTE WALTER MALEKI JG. 1900 VERHAFTET KZ FLOSSENBÜRG ERMORDET 1944 | [ 27 ] |
| | Oskar Simon | Bernsdorfer Straße 1 / Ecke Ritterstraße ⊙                                                  | 10. Sep. 2014 | HIER WOHNTE OSKAR SIMON JG. 1880 ‘SCHUTZHAFT’ 1938 BUCHENWALD DEPORTIERT 1942 BELZYCE ERMORDET 31.7.1942 CHODEL                                                                             | |
| | Käthe Simon | Bernsdorfer Straße 1 / Ecke Ritterstraße ⊙                                                  | 10. Sep. 2014 | HIER WOHNTE KÄTHE SIMON JG. 1883 1943 SAMMELLAGER HELLERBERG DEPORTIERT 1943 ERMORDET IN AUSCHWITZ                                                                                          | |
| | Margarete Simon | Bernsdorfer Straße 1 / Ecke Ritterstraße ⊙                                                  | 10. Sep. 2014 | HIER WOHNTE MARGARETE SIMON JG. 1890 DEPORTIERT 1942 BELZYCE ERMORDET | |
| | Karla Jäcker | Blankenauer Straße 101 ⊙                                                                    | 25. Sep. 2013 | HIER WOHNTE KARLA JÄCKER JG. 1928 ‘EINGEWIESEN 1941’ KINDERFACHABTEILUNG LEIPZIG-DOSEN ERMORDET 8.9.1941                                                                                    | [ 28 ] |
| | Amalie Jordt | Blücherstraße 17 ⊙                                                                          | 7. Okt. 2008  | HIER WOHNTE AMALIE JORDT JG. 1914 ‘EINGEWIESEN’ JAN. 1937 HEILANSTALT BERNBURG ERMORDET 18.3.1942                                                                                           | Sie wurde im Rahmen der Aktion 14f13 aus dem KZ Ravensbrück in die Tötungsanstalt Bernburg verbracht. |
| | Gerhard Petzold | Bornaer Straße 24 ⊙                                                                         | 30. Mai 2017  | HIER WOHNTE GERHARD PETZOLD JG. 1924 EINGEWIESEN 1931 LANDESANSTALT ALTENDORF ‘VERLEGT’ 30.7.1940 PIRNA-SONNENSTEIN ERMORDET 30.7.1940 ‘AKTION T4’                                          | |
| | Leon Jessel | Börnichsgasse 1 (ehemals Klosterquergasse 4) ⊙                                              | 17. Mai 2022  | KLOSTERQUERGASSE 4 WOHNTE LEON JESSEL JG. 1871 GEGNER DER NS-DIKTATUR VERZOGEN BERLIN VERHAFTET 1941 POLIZEIPRÄSIDIUM BERLIN ZU TODE GEFOLTERT 4.1.1942                                     | [ 30 ] |
| | Elsa Hartmann | Brauhausstraße 1 ⊙                                                                          | 18. Okt. 2011 | HIER WOHNTE ELSA HARTMANN JG. 1885 DEPORTIERT 1942 ERMORDET IN BELZYCE | Für ihren ermordeten Bruder Hans Hartmann war bereits im Juni 2010 ein Stolperstein verlegt worden. |
| | Grete Hartmann | Brauhausstraße 1 ⊙                                                                          | 18. Okt. 2011 | HIER WOHNTE GRETE HARTMANN JG. 1883 DEPORTIERT 1942 ERMORDET IN BELZYCE | Für ihren ermordeten Bruder Hans Hartmann war bereits im Juni 2010 ein Stolperstein verlegt worden. |
| | Nani Hartmann | Brauhausstraße 1 ⊙                                                                          | 18. Okt. 2011 | HIER WOHNTE NANI HARTMANN JG. 1879 DEPORTIERT 1942 ERMORDET IN BELZYCE | Für ihren ermordeten Bruder Hans Hartmann war bereits im Juni 2010 ein Stolperstein verlegt worden. |
| | Siegfried Lässig | Brauhausstraße 19 ⊙                                                                         | 14. Juni 2023 | BRAUHAUSSTRAßE 19 WOHNTE SIEGFRIED LÄSSIG JG. 1915 IM WIDERSTAND ‘SCHUTZHAFT’ 1933 KZ SACHSENBURG MEHRMALS VERHAFTET ZULETZT 1942 KZ STUTTHOF BEFREIT                                       | [ 34 ] |
| | Ludwig Kohn | Brauhausstraße 30 ⊙                                                                         | 2. Nov. 2012  | HIER WOHNTE LUDWIG KOHN JG. 1878 AUSGEWIESEN 1934 TSCHECHOSLOWAKEI DEPORTIERT AUSCHWITZ ERMORDET 8.6.1943                                                                                   | [ 35 ] |
| | Meer Schalit | Brückenstraße / Ecke Theaterstraße (vormals Louis-Hermsdorf-Straße 7) ⊙                     | 12. Juni 2010 | HIER WOHNTE MEER SCHALIT JG. 1884 VERHAFTET 1940 SACHSENHAUSEN TOT 6.3.1940 | [ 36 ] |
| | Hanni Abraham, geb. Schalit                                                                                            | Brückenstraße / Ecke Theaterstraße (vormals Louis-Hermsdorf-Straße 7) ⊙                     | 12. Juni 2010 | HIER WOHNTE HANNI ABRAHAM GEB. SCHALIT JG. 1914 DEPORTIERT AUSCHWITZ ERMORDET | [ 37 ] |
| | Sina Maas, geb. Schalit                                                                                                | Brückenstraße / Ecke Theaterstraße (vormals Louis-Hermsdorf-Straße 7) ⊙                     | 12. Juni 2010 | HIER WOHNTE SINA MAAS GEB. SCHALIT JG. 1920 DEPORTIERT 1943 AUSCHWITZ ERMORDET | [ 38 ] |
| | Alfred Lachmann | Brückenstraße 6 (historisch: Brückenstraße 14) ⊙                                            | 2. Nov. 2012  | HIER WOHNTE DR. ALFRED LACHMANN JG. 1882 ‘SCHUTZHAFT’ 1938 BUCHENWALD DEPORTIERT 1942 ERMORDET IM BESETZTEN POLEN                                                                           | Arzt |
| | Helene Lachmann, geb. Frank                                                                                            | Brückenstraße 6 (historisch: Brückenstraße 14) ⊙                                            | 2. Nov. 2012  | HIER WOHNTE HELENE LACHMANN GEB. FRANK JG. 1890 DEPORTIERT 1942 BELZYCE ERMORDET | [ 40 ] |
| | Werner Konrad Lachmann                                                                                                 | Brückenstraße 6 (historisch: Brückenstraße 14) ⊙                                            | 2. Nov. 2012  | HIER WOHNTE WERNER KONRAD LACHMANN JG. 1924 DEPORTIERT 1943 ERMORDET IN AUSCHWITZ | [ 41 ] |
| | Alice Glaser | Clara-Zetkin-Straße 1 (ehemals Kasernenstraße 1) ⊙                                          | 5. Dez. 2019  | KASERNENSTRASSE 1 ARBEITETE ALICE GLASER GEB. WERTHEIMER JG. 1893 VERZOGEN BERLIN DEPORTIERT 1941 MINSK ERMORDET                                                                            | [ 25 ] |
| | Gustav Klukas | Clausstraße 48 ⊙                                                                            | 7. Okt. 2008  | HIER WOHNTE GUSTAV KLUKAS JG. 1902 VERHAFTET 1944 GESTAPOHAFT GEFÄNGNIS KASSBERG ERMORDET 1.1.1945                                                                                          | seit 1928 Mitglied der KPD und ging nach 1933 in den Widerstand |
| | Chaim Häusler | Clausstraße 64 ⊙                                                                            | 30. Mai 2017  | HIER WOHNTE CHAIM HÄUSLER JG. 1891 ‘POLENAKTION’ 1939 BENTSCHEN / ZBASZYN ERMORDET IM BESETZTEN POLEN                                                                                       | |
| | Frieda Ella Häusler | Clausstraße 64 ⊙                                                                            | 30. Mai 2017  | HIER WOHNTE FRIEDA ELLA HÄUSLER GEB. WEISSBACH JG. 1899 ‘POLENAKTION’ 1939 BENTSCHEN / ZBASZYN ERMORDET IM BESETZTEN POLEN                                                                  | |
| | Toni Jetti Häusler | Clausstraße 64 ⊙                                                                            | 30. Mai 2017  | HIER WOHNTE TONI JETTI HÄUSLER JG. 1923 ‘POLENAKTION’ 1939 BENTSCHEN / ZBASZYN ERMORDET IM BESETZTEN POLEN                                                                                  | |
| | Isidor Häusler | Clausstraße 64 ⊙                                                                            | 30. Mai 2017  | HIER WOHNTE ISIDOR HÄUSLER JG. 1924 ‘POLENAKTION’ 1939 BENTSCHEN / ZBASZYN ERMORDET IM BESETZTEN POLEN                                                                                      | |
| | Siegfried Häusler | Clausstraße 64 ⊙                                                                            | 30. Mai 2017  | HIER WOHNTE SIEGFRIED HÄUSLER JG. 1929 ‘POLENAKTION’ 1939 BENTSCHEN / ZBASZYN ERMORDET IM BESETZTEN POLEN                                                                                   | |
| | Karl Böchel | Dresdner Straße 38 ⊙                                                                        | 30. Sep. 2015 | HIER ARBEITETE VERLAGSHAUS CHEMNITZER VOLKSSTIMME KARL BÖCHEL JG. 1884 IM WIDERSTAND/SPD SCHWER MISSHANDELT FLUCHT 1933 TSCHECHOSLOWAKEI 1938 NORWEGEN                                      | [ 43 ] |
| | Ernst Heilmann | Dresdner Straße 38 ⊙                                                                        | 30. Sep. 2015 | HIER ARBEITETE VERLAGSHAUS CHEMNITZER VOLKSSTIMME ERNST HEILMANN JG. 1881 IM WIDERSTAND/SPD SEIT 1933 IN HAFT 1938 BUCHENWALD ERMORDET 3.4.1940                                             | [ 44 ] |
| | Georg Landgraf | Dresdner Straße 38 ⊙                                                                        | 25. Sep. 2013 | HIER ARBEITETE VERLAGSHAUS CHEMNITZER VOLKSSTIMME GEORG LANDGRAF JG. 1885 IM WIDERSTAND/SPD HIER ERMORDET 9.3.1933                                                                          | Verlagsleiter der sozialdemokratischen Chemnitzer Volksstimme |
| | Henriette Frensdorf | Dresdner Straße 178, Klinikum, Haus 12 ⊙                                                    | 30. Sep. 2015 | HIER ARBEITETE HENRIETTE FRENSDORF JG. 1876 1943 JÜDISCHES ALTERSHEIM DEPORTIERT 1943 THERESIENSTADT 1944 AUSCHWITZ ERMORDET                                                                | [ 46 ] |
| | Richard Bretschneider                                                                                                  | Dresdner Straße 178, Klinikum, Innenhof der Häuser 2, 3, 4 ⊙                                | 30. Sep. 2015 | RICHARD BRETSCHNEIDER JG. 1899 EINGEWIESEN 1933 NERVENKLINIK CHEMNITZ 1937 ANSTALT ZSCHADRASS ‘VERLEGT’ 19.7.1940 PIRNA – SONNENSTEIN ERMORDET 19.7.1940 AKTION T4                          | [ 47 ] |
| | Franz Molch | Dresdner Straße 178, Klinikum, Innenhof der Häuser 2, 3, 4 ⊙                                | 10. Sep. 2014 | FRANZ MOLCH JG. 1871 ZWANGSEINWEISUNG 1939 NERVENKLINIK CHEMNITZ 1940 ANSTALT ZSCHADRASS ‘VERLEGT’ 12.8.1941 PIRNA – SONNENSTEIN ERMORDET 12.8.1941 AKTION T4                               | [ 48 ] |
| | Josef Spata | Elisenstraße 23 ⊙                                                                           | 17. Mai 2022  | HIER WOHNTE JOSEF SPATA JG. 1888 IM WIDERSTAND/KPD ‘SCHUTZHAFT’ 1933 GEFÄNGNIS CHEMNITZ VERHAFTET 1943 ‘WEHRKRAFTZERSETZUNG’ ENTLASSEN 1943                                                 | [ 49 ] |
| | Marie Spata | Elisenstraße 23 ⊙                                                                           | 17. Mai 2022  | HIER WOHNTE MARIE SPATA GEB. SCHURACK JG. 1883 IM WIDERSTAND/KPD VERHAFTET 1943 ‘WEHRKRAFTZERSETZUNG’ GEFÄNGNIS BERLIN HINGERICHTET 9.6.1944 PLÖTZENSEE                                     | [ 49 ] |
| | Siegfried Peretz | Elsasser Straße 8 (Peretz-Haus) ⊙                                                           | 30. Sep. 2015 | HIER ARBEITETE SIEGFRIED PERETZ OHG ‘ARISIERT’ 1938 SIEGFRIED PERETZ JG. 1859 GEDEMÜTIGT / ENTRECHTET FLUCHT IN DEN TOD 3.5.1943                                                            | [ 50 ] |
| | Lina Peretz | Elsasser Straße 8 (Peretz-Haus) ⊙                                                           | 30. Sep. 2015 | LINA PERETZ GEB. AEBERLEIN JG. 1860 GEDEMÜTIGT / ENTRECHTET FLUCHT IN DEN TOD 3.5.1943 | [ 51 ] |
| | Albert Peretz | Elsasser Straße 8 (Peretz-Haus) ⊙                                                           | 30. Sep. 2015 | HIER ARBEITETE ALBERT PERETZ JG. 1880 DENUNZIERT 1942 GEFÄNGNIS CHEMNITZ 1942 BUCHENWALD AUSCHWITZ ERMORDET 13.12.1942                                                                      | [ 52 ] |
| | Hulda Müller | Emilienstraße 55 ⊙                                                                          | 10. Sep. 2014 | HIER WOHNTE HULDA MÜLLER GEB. KUTZSCHBAUCH JG. 1897 VERHAFTET 1943 FRAUENSTRAFGEFÄNGNIS LEIPZIG-KLEINMEUSDORF 1944 RAVENSBRÜCK ERMORDET                                                     | [ 53 ] |
| | Jacob Degen | Erich-Mühsam-Straße 18 (ehemals Hohenzollernstraße 18) ⊙                                    | 5. Dez. 2019  | HIER WOHNTE JACOB DEGEN JG. 1900 UNFREIWILLIG VERZOGEN 1933 BERLIN VERHAFTET 1939 SACHSENHAUSEN SCHWER MISSHANDELT ENTLASSEN 2.2.1940 TOT 27.4.1940                                         | [ 25 ] |
| | Dr. Fritz Gabriel Cohn                                                                                                 | Eulitzstraße 5–7 (zwischen den Häusern 5 und 7) ⊙                                           | 10. Sep. 2014 | HIER WOHNTE DR. FRITZ GABRIEL COHN JG. 1885 ‘SCHUTZHAFT’ 1938 BUCHENWALD FLUCHT 1939 NORWEGEN VERHAFTET 27.10.1942 DEPORTIERT 1942 AUSCHWITZ ERMORDET 7.1.1943                              | [ 54 ] |
| | Flora Margot Cohn | Eulitzstraße 5–7 (zwischen den Häusern 5 und 7) ⊙                                           | 10. Sep. 2014 | HIER WOHNTE FLORA MARGOT COHN GEB. BERMANN JG. 1892 FLUCHT 1939 NORWEGEN VERHAFTET 26.10.1942 DEPORTIERT 1942 ERMORDET IN AUSCHWITZ                                                         | [ 55 ] |
| | Karl Pfifferling | Eulitzstraße 15 ⊙                                                                           | 18. Okt. 2011 | HIER WOHNTE KARL PFIFFERLING JG. 1890 DEPORTIERT 1942 ERMORDET IN BELZYCE | [ 56 ] |
| | Elsa Pfifferling, geb. Friedrich                                                                                       | Eulitzstraße 15 ⊙                                                                           | 18. Okt. 2011 | HIER WOHNTE ELSA PFIFFERLING GEB. FRIEDRICH JG. 1890 DEPORTIERT 1942 ERMORDET IN BELZYCE | [ 57 ] |
| | Edgar Pfifferling | Eulitzstraße 15 ⊙                                                                           | 18. Okt. 2011 | HIER WOHNTE EDGAR PFIFFERLING JG. 1917 DEPORTIERT 1943 ERMORDET IN AUSCHWITZ | [ 58 ] |
| | Elisabeth Hecht | Flemmingstraße 4 ⊙                                                                          | 14. Juni 2023 | HIER GEBOREN ELISABETH HECHT JG. 1940 EINGEWIESEN 1941 ‘KINDERFACHABTEILUNG’ GÖRDEN/BRANDENBURG ERMORDET 25.3.1941                                                                          | [ 59 ] |
| | Günter Neubauer | Flemmingstraße 8 ⊙                                                                          | 5. Dez. 2019  | HIER WOHNTE GÜNTER NEUBAUER JG. 1929 EINGEWIESEN 1936 ERZIEHUNGSANSTALT CHEMNITZ-ALTENDORF 'VERLEGT' 8.7.1940 PIRNA-SONNENSTEIN ERMORDET 8.7.1940 'AKTION T4'                               | [ 25 ] |
| | Adele Prager | Flemmingstraße 8 ⊙                                                                          | 5. Dez. 2019  | HIER WOHNTE ADELE PRAGER GEB. REICHELT JG. 1882 SEIT 1907 EINGEWIESEN IN MEHRERE HEILANSTALTEN 'VERLEGT' 25.9.1940 PIRNA-SONNENSTEIN ERMORDET 25.9.1940 'AKTION T4'                         | [ 25 ] |
| | Herbert Berger | Franz-Mehring-Straße 32 (früher Gravelottestraße 32) ⊙                                      | 12. Juni 2010 | HIER WOHNTE HERBERT BERGER JG. 1894 FLUCHT 1939 BELGIEN 1940 FRANKREICH VERHAFTET 1940 INTERNIERT DRANCY DEPORTIERT 1943 MAJDANEK ERMORDET 31.12.1943                                       | [ 60 ] |
| Bild gesucht Der Benutzer GeorgDerReisende ( Diskussion ) wünscht sich an dieser Stelle ein Bild vom Ort mit diesen Koordinaten 50.825411 12.921615 . Motiv: Gustav-Freytag-Straße 3: die Stolpersteine für das Ehepaar Muszkatblat, die Lage und das Haus Falls du dabei helfen möchtest, erklärt die Anleitung , wie das geht. BW | Marek Muszkatblat | Gustav-Freytag-Str. 3 ⊙                                                                     | 6. Mai 2021   | HIER WOHNTE MAREK MUSZKATBLAT JG. 1909 FLUCHT 1933 FRANKREICH RÈSISTANCE VERHAFTET 1943 INTERNIERT DRANCY DEPORTIERT AUSCHWITZ ERMORDET 5.8.1943                                            | [ 61 ] |
| | Tyla Muszkatblat | Gustav-Freytag-Str. 3 ⊙                                                                     | 6. Mai 2021   | HIER WOHNTE TYLA MUSZKATBLAT GEB. WAJDENBAUM JG: 1911 FLUCHT 1933 FRANKREICH RÈSISTANCE VERHAFTET 1942 INTERNIERT DRANCY DEPORTIERT AUSCHWITZ ERMORDET 3.8.1942                             | [ 61 ] |
| | Norbert Stadthagen | Gustav-Freytag-Str. 17 (vormals 23) ⊙                                                       | 17. Mai 2022  | HIER WOHNTE NORBERT STADTHAGEN JG. 1891 ZWANGSARBEIT 1941 DEPORTIERT 1945 THERESIENSTADT BEFREIT TOD AN DEN HAFTFOLGEN 15.6.1945                                                            | [ 62 ] |
| | Elfriede Stadthagen | Gustav-Freytag-Str. 17 (vormals 23) ⊙                                                       | 17. Mai 2022  | HIER WOHNTE ELFRIEDE STADTHAGEN GEB. LEINER JG: 1897 ZWANGSARBEIT 1944 GEDEMÜTIGT / ENTRECHTET MIT HILFE ÜBERLEBT                                                                           | [ 62 ] |
| | Max Neger | Gustav-Freytag-Str. 26 (hinter dem Haus, vormals Apollostraße 25) ⊙                         | 6. Mai 2021   | APOLLOSTR. 25 WOHNTE MAX NEGER JG. 1886 ‘POLENAKTION’ 1938 BENTSCHEN/ZBASZYN SAMMELLAGER LEMBERG ERMORDET 1941                                                                              | [ 63 ] |
| | Charlotte Neger | Gustav-Freytag-Str. 26 (hinter dem Haus, vormals Apollostraße 25) ⊙                         | 6. Mai 2021   | APOLLOSTR. 25 WOHNTE CHARLOTTE NEGER GEB. RIEGER JG. 1881 ‘POLENAKTION’ 1938 BENTSCHEN/ZBASZYN SAMMELLAGER LEMBERG ERMORDET 1941                                                            | [ 63 ] |
| | Siegfried Neger | Gustav-Freytag-Str. 26 (hinter dem Haus, vormals Apollostraße 25) ⊙                         | 6. Mai 2021   | APOLLOSTR. 25 WOHNTE SIEGFRIED NEGER JG. 1913 ‘POLENAKTION’ 1938 BENTSCHEN/ZBASZYN SAMMELLAGER LEMBERG ERMORDET 1941                                                                        | [ 63 ] |
| Weitere Bilder \| | Moritz Zudkowitz | Fürstenstraße 12 ⊙                                                                          | 19. Okt. 2011 | HIER WOHNTE MORITZ ZUDKOWITZ JG. 1891 AUSGEWIESEN 1938 POLEN ERMORDET 1942 IN CHELMNO | [ 64 ] |
| Weitere Bilder \| | Masza Zudkowitz, geb. Malinski                                                                                         | Fürstenstraße 12 ⊙                                                                          | 19. Okt. 2011 | HIER WOHNTE MASZA ZUDKOWITZ GEB. MALINSKI JG. 1897 AUSGEWIESEN 1938 POLEN ERMORDET 1942 IN CHELMNO                                                                                          | [ 65 ] |
| | Alfred Pepperl | Further Straße 32 ⊙                                                                         | 12. Juni 2010 | HIER WOHNTE ALFRED PEPPERL JG. 1907 VERHAFTET 1934 ‘HOCHVERRAT’ ZUCHTHAUS ZWICKAU 1943 STRAFDIVISION 999 TOT SEPT. 1944 IN DER ÄGÄIS                                                        | [ 66 ] |
| | Gertrud Stern | Geibelstraße 40 ⊙                                                                           | 5. Dez. 2019  | HIER WOHNTE GERTRUD STERN JG. 1888 IM WIDERSTAND / SPD ‘SCHUTZHAFT’ 1933 GEFÄNGNIS CHEMNITZ 'AKTION GITTER' 1944 GEFÄNGNIS CHEMNITZ ENTLASSEN 24.8.1944                                     | [ 25 ] |
| | Karl Dornburg | Geibelstraße 40 ⊙                                                                           | 17. Mai 2022  | HIER WOHNTE KARL DORNBURG JG. 1878 IM WIDERSTAND / SPD UNFREIWILLIG VERZOGEN 1933 BERLIN FLUCHT 1933 TSCHECHOSLOWAKEI 1938 DÄNEMARK                                                         | [ 67 ] |
| | Arthur Aron Sigler | Gerhart-Hauptmann-Platz 2 ⊙                                                                 | 6. Mai 2021   | HIER WOHNTE ARTHUR ARON SIGLER JG. 1886 ‘SCHUTZHAFT’ 1938 BUCHENWALD DEPORTIERT 1942 ERMORDET IM BESETZTEN POLEN                                                                            | [ 68 ] |
| | Hedwig Sigler | Gerhart-Hauptmann-Platz 2 ⊙                                                                 | 6. Mai 2021   | HIER WOHNTE HEDWIG SIGLER GEB. LEDERER JG. 1898 DEPORTIERT 1942 ERMORDET IM BESETZTEN POLEN                                                                                                 | [ 68 ] |
| | Gerhart Sigler | Gerhart-Hauptmann-Platz 2 ⊙                                                                 | 17. Mai 2022  | HIER WOHNTE GERHART SIGLER JG. 1921 KINDERTRANSPORT 1939 ENGLAND | [ 69 ] |
| | Ingeburg Sigler | Gerhart-Hauptmann-Platz 2 ⊙                                                                 | 17. Mai 2022  | HIER WOHNTE INGEBURG MARION SIGLER JG. 1927 KINDERTRANSPORT 1939 ENGLAND | [ 69 ] |
| | Daniel Flieg | Gerhart-Hauptmann-Platz 13 ⊙                                                                | 12. Juni 2010 | HIER WOHNTE DANIEL FLIEG JG. 1880 GEDEMÜTIGT/ENTRECHTET FLUCHT IN DEN TOD 9.7.1935 | 1933 wurde der Vater von Stefan Heym verhaftet und einige Wochen in einem Konzentrationslager, wahrscheinlich Sachsenburg, festgehalten. Er kehrte von dort mit 53 Jahren als gebrochener Mann zurück. |
| | Elsbeth Sommerfeld | Gerhart-Hauptmann-Platz 13 ⊙                                                                | 29. Mai 2024  | GERHART-HAUPTMANN-PLATZ 13A WOHNTE ELSBETH SOMMERFELD GEB. MARKUS JG. 1884 DEPORTIERT 1942 GHETTO BELZYCE ERMORDET                                                                          | [ 7 ] |
| | Gerda Kaes | Gerhart-Hauptmann-Platz 13 ⊙                                                                | 29. Mai 2024  | GERHART-HAUPTMANN-PLATZ 13A WOHNTE GERDA KAES GEB. SOMMERFELD JG. 1911 DEPORTIERT 1942 GHETTO BELZYCE ERMORDET                                                                              | [ 7 ] |
| | Ernst Enge | Hartmannstraße 24 ⊙                                                                         | 25. Sep. 2013 | ERNST ENGE JG. 1893 IM WIDERSTAND/KPD VERHAFTET 1933 ZUCHTHAUS WALDHEIM 1944 POLIZEIGEFÄNGNIS GEFOLTERT FLUCHT IN DEN TOD 17.10.1944                                                        | antifaschistischer Widerstandskämpfer, Todesumstände umstritten |
| | Hedwig Heinke | Hauptstraße 137a (Euba) ⊙                                                                   | 14. Juni 2023 | HIER WOHNTE HEDWIG HEINKE GEB. FELBER JG. 1884 EINGEWIESEN 1930 ANSTALT ZSCHADRASS ‘VERLEGT’ 10.7.1940 PIRNA-SONNENSTEIN ERMORDET 10.7.1940 AKTION T4                                       | [ 72 ] |
| | Hildegard Benda, geb. Boas                                                                                             | Haydnstraße 36 ⊙                                                                            | 12. Juni 2010 | HIER WOHNTE HILDEGARD BENDA GEB. BOAS JG. 1896 FLUCHT 1939 PRAG DEPORTIERT 1942 THERESIENSTADT 1942 IZBICA ERMORDET                                                                         | [ 73 ] |
| | Julius Strauss | Heimgarten 100 ⊙                                                                            | 14. Juni 2023 | HIER WOHNTE JULIUS STRAUSS JG. 1896 ‘SCHUTZHAFT’ 1935 KZ SACHSENBURG 1938 KZ BUCHENWALD FLUCHT 1939 FRANKREICH DEPORTIERT 1942 AUSCHWITZ ERMORDET                                           | [ 74 ] |
| | Elsa Hauptmann | Heinrich-Beck-Straße 7 ⊙                                                                    | 6. Mai 2021   | HIER WOHNTE ELSA HAUPTMANN GEB. JACOBI JG: 1881 DEPORTIERT 1942 BELZYCE ERMORDET | [ 75 ] |
| | Helga Hauptmann | Heinrich-Beck-Straße 7 ⊙                                                                    | 6. Mai 2021   | HIER WOHNTE HELGA HAUPTMANN VERH. BESSAC JG. 1907 FLUCHT 1939 SHANGHAI | [ 75 ] |
| | Marianne Hauptmann | Heinrich-Beck-Straße 7 ⊙                                                                    | 6. Mai 2021   | HIER WOHNTE MARIANNE HAUPTMANN JG. 1905 FLUCHT 1939 ENGLAND | [ 75 ] |
| | Max Geller | Heinrich-Beck-Straße 7 ⊙                                                                    | 17. Mai 2022  | HIER WOHNTE MAX GELLER GEB. 1888 IM WIDERSTAND REICHSBANNER FLUCHT 1935 PALÄSTINA | [ 76 ] |
| | Paula Margaretha Geller                                                                                                | Heinrich-Beck-Straße 7 ⊙                                                                    | 17. Mai 2022  | HIER WOHNTE PAULA MARGARETHA GELLER GEB. GÖTZ JG. 1897 FLUCHT 1935 PALÄSTINA | [ 76 ] |
| | Brigitte Ingeburg Geller                                                                                               | Heinrich-Beck-Straße 7 ⊙                                                                    | 17. Mai 2022  | HIER WOHNTE BRIGITTE INGEBURG VERH. DANA JG. 1922 FLUCHT 1935 PALÄSTINA | [ 76 ] |
| | Richard Bernhard Geller                                                                                                | Heinrich-Beck-Straße 7 ⊙                                                                    | 17. Mai 2022  | HIER WOHNTE RICHARD BERNHARD GELLER JG. 1928 FLUCHT 1935 PALÄSTINA | [ 76 ] |
| | Elisabeth Chalybäus | Heinrich-Beck-Straße 47 ⊙                                                                   | 14. Juni 2023 | HIER WOHNTE ELISABETH CHALYBÄUS JG. 1861 EINGEWIESEN 1922 ANSTALT ZSCHADRASS ‘VERLEGT’ .8.1940 PIRNA-SONNENSTEIN ERMORDET 8.8.1940 AKTION T4                                                | [ 77 ] |
| | Alfred Löser Joachimsthal                                                                                              | Heinrich-Beck-Straße 47 ⊙                                                                   | 30. Sep. 2015 | HIER WOHNTE ALFRED LÖSER JOACHIMSTHAL JG. 1877 ‘SCHUTZHAFT’ 1938 BUCHENWALD DEPORTIERT 1942 ERMORDET IN BELZYCE                                                                             | [ 78 ] |
| | Elli Joachimsthal | Heinrich-Beck-Straße 47 ⊙                                                                   | 30. Sep. 2015 | HIER WOHNTE ELLI JOACHIMSTHAL GEB. MUHR JG. 1885 DEPORTIERT 1942 ERMORDET IN BELZYCE | [ 79 ] |
| | Alfred Leder | Heinrich-Beck-Straße 53 ⊙                                                                   | 30. Sep. 2015 | HIER WOHNTE ALFRED LEDER JG. 1917 FLUCHT 1934 PALÄSTINA ENGLAND 1941 ROYAL AIR FORCE ABSTURZ KANADA TOT 7.1.1943                                                                            | [ 80 ] |
| | Luise Gerschler | Heinrich-Heine-Straße 5 ⊙                                                                   | 12. Juni 2010 | HIER WOHNTE LUISE GERSCHLER JG. 1914 EINGEWIESEN 1938 MAGDALENENSTIFT CHEMNITZ ERMORDET 18.10.1940 ‘HEILANSTALT’ PIRNA-SONNENSTEIN                                                          | [ 81 ] |
| Weitere Bilder \| | Ilse-Lotte Kupferberg                                                                                                  | Henriettenstraße 35 ⊙                                                                       | 25. Sep. 2013 | HIER LERNTE ILSE-LOTTE KUPFERBERG JG. 1926 DEPORTIERT 1942 BELZYCE ERMORDET | Ilse-Lotte Kupferberg besuchte hier die Schule. |
| Weitere Bilder \| | Heinrich Kupferberg | Henriettenstraße 50 ⊙                                                                       | 25. Sep. 2013 | HIER WOHNTE HEINRICH KUPFERBERG JG. 1882 DEPORTIERT 1942 BELZYCE ERMORDET | [ 83 ] |
| Weitere Bilder \| | Frieda Kupferberg, geb. Stein                                                                                          | Henriettenstraße 50 ⊙                                                                       | 25. Sep. 2013 | HIER WOHNTE FRIEDA KUPFERBERG JG. 1882 DEPORTIERT 1942 BELZYCE ERMORDET | [ 84 ] |
| Weitere Bilder \| | Ilse-Lotte Kupferberg                                                                                                  | Henriettenstraße 50 ⊙                                                                       | 25. Sep. 2013 | HIER WOHNTE ILSE-LOTTE KUPFERBERG JG. 1926 DEPORTIERT 1942 BELZYCE ERMORDET | Ilse-Lotte Kupferberg besuchte hier die Schule. |
| | Anna Neubert, geb. Hertel                                                                                              | Hilbersdorfer Straße 66 ⊙                                                                   | 2. Nov. 2012  | HIER WOHNTE ANNA NEUBERT GEB. HERTEL JG. 1885 EINGEWIESEN 1934 HEILANSTALT HOCHWEITZSCHEN ‘VERLEGT’ 23.10.1940 PIRNA-SONNENSTEIN ERMORDET 23.10.1940 AKTION T4                              | [ 86 ] |
| | Elisabeth Voigt | Hofer Straße 4 ⊙                                                                            | 19. Okt. 2011 | HIER WOHNTE ELISABETH VOIGT JG. 1887 EINGEWIESEN 1929 LANDESANSTALT ZSCHADRASS ‘VERLEGT’ 1940 HEILANSTALT PIRNA-SONNENSTEIN ERMORDET 15.8.1940 AKTION T4                                    | [ 87 ] |
| | Leopold Steinhardt | Hoffmannstraße 45 ⊙                                                                         | 25. Sep. 2013 | HIER WOHNTE LEOPOLD STEINHARDT JG. 1883 FLUCHT 1938 HOLLAND MS SIMON BOLIVAR VOR ENGLAND ERTRUNKEN 18.11.1939                                                                               | Der Passagierdampfer „Simon Bolivar“ lief vor der Küste Englands in ein deutsches Minenfeld. |
| | Hans Adolf Steinhardt                                                                                                  | Hoffmannstraße 45 ⊙                                                                         | 25. Sep. 2013 | HIER WOHNTE HANS ADOLF STEINHARDT JG. 1923 FLUCHT 1937 HOLLAND MS SIMON BOLIVAR VOR ENGLAND ERTRUNKEN 18.11.1939                                                                            | Der Passagierdampfer „Simon Bolivar“ lief vor der Küste Englands in ein deutsches Minenfeld. |
| | Karl Goeritz | Hoffmannstraße 52 ⊙                                                                         | 2. Nov. 2012  | HIER WOHNTE KARL GOERITZ JG. 1900 FLUCHT 1937 HOLLAND 1939 ENGLAND MS SIMON BOLIVAR ERTRUNKEN VOR ENGLAND 18.11.1939                                                                        | Einer der bedeutendsten privaten Kunstsammler der Stadt Chemnitz. Der Passagierdampfer „Simon Bolivar“ lief vor der Küste Englands in ein deutsches Minenfeld. |
| | Frank-Stefan Goeritz                                                                                                   | Hoffmannstraße 52 ⊙                                                                         | 2. Nov. 2012  | HIER WOHNTE FRANK-STEFAN GOERITZ JG. 1932 FLUCHT 1937 HOLLAND 1939 ENGLAND MS SIMON BOLIVAR ERTRUNKEN VOR ENGLAND 18.11.1939                                                                | Der Passagierdampfer „Simon Bolivar“ lief vor der Küste Englands in ein deutsches Minenfeld. |
| | Irene Beatrice Goeritz                                                                                                 | Hoffmannstraße 52 ⊙                                                                         | 2. Nov. 2012  | IRENE BEATRICE GOERITZ JG. 1938 GEBOREN IN HOLLAND FLUCHT 1939 ENGLAND MS SIMON BOLIVAR ERTRUNKEN VOR ENGLAND 18.11.1939                                                                    | Der Passagierdampfer „Simon Bolivar“ lief vor der Küste Englands in ein deutsches Minenfeld. |
| | Irmgard Goeritz | Hoffmannstraße 52 ⊙                                                                         | 29. Mai 2024  | HIER WOHNTE IRMGARD GOERITZ GEB. FRANK VERH. SELVER JG. 1906 FLUCHT 1937 HOLLAND MS SIMON BOLIVAR 1939 ÜBERLEBT / ENGLAND 1941 USA                                                          | [ 7 ] |
| | Dr. Felix Max Frank | Hoffmannstraße 52 ⊙                                                                         | 10. Sep. 2014 | HIER WOHNTE DR. FELIX MAX FRANK JG. 1891 ‘SCHUTZHAFT’ 1938 BUCHENWALD FLUCHT 1939 HOLLAND MS SIMON BOLIVAR ERTRUNKEN VOR ENGLAND 18.11.1939                                                 | [ 93 ] |
| | Elisabeth Frank | Hoffmannstraße 52 ⊙                                                                         | 10. Sep. 2014 | HIER WOHNTE ELISABETH FRANK GEB. MOSENTHAL JG. 1898 FLUCHT 1939 HOLLAND MS SIMON BOLIVAR ERTRUNKEN VOR ENGLAND 18.11.1939                                                                   | [ 94 ] |
| | Hildegard Frank | Hoffmannstraße 52 ⊙                                                                         | 10. Sep. 2014 | HIER WOHNTE HILDEGARD FRANK JG. 1922 FLUCHT 1939 HOLLAND MS SIMON BOLIVAR ERTRUNKEN VOR ENGLAND 18.11.1939                                                                                  | [ 95 ] |
| | Siegfried Friede | Hoffmannstraße 52 ⊙                                                                         | 17. Mai 2022  | HIER WOHNTE SIEGFRIED FRIEDE JG. 1878 VERHAFTET 1939 ‘DEVISENVERGEHEN’ GEFÄNGNIS CHEMNITZ ENTLASSEN 1940 FLUCHT IN DEN TOD 6.12.1940                                                        | [ 96 ] |
| | Erna Friede | Hoffmannstraße 52 ⊙                                                                         | 17. Mai 2022  | HIER WOHNTE ERNA FRIEDE GEB. ULRICH JG. 1901 VERHAFTET 1939 ‘DEVISENVERGEHEN’ FREISPRUCH FLUCHT IN DEN TOD 6.12.1940                                                                        | [ 96 ] |
| | Edith Friede | Hoffmannstraße 52 ⊙                                                                         | 17. Mai 2022  | HIER WOHNTE EDITH FRIEDE JG. 1922 KINDERTRANSPORT 1939 ENGLAND FLUCHT IN DEN TOD 16.4.1940 LONDON                                                                                           | [ 96 ] |
| | Benjamin Sigler | Hoffmannstraße 60 ⊙                                                                         | 30. Sep. 2015 | HIER WOHNTE BENJAMIN SIGLER JG. 1922 FLUCHT 1934 ENGLAND 1940 Royal AIR Force ABSTURZ KÖLN TOT 30.5.1942                                                                                    | [ 97 ] |
| | Kurt Benjamin | Hohe Straße 9 (vor Hohe Straße 6) ⊙                                                         | 6. Juli 2007  | HIER WOHNTE KURT BENJAMIN JG. 1895 DEPORTIERT 1943 AUSCHWITZ ERMORDET 19.10.1944 | [ 98 ] |
| | Alice Dorothea Benjamin, geb. Matthias                                                                                 | Hohe Straße 9 (vor Hohe Straße 6) ⊙                                                         | 6. Juli 2007  | HIER WOHNTE ALICE DOROTHEA BENJAMIN GEB. MATTHIAS JG. 1899 DEPORTIERT 1943 AUSCHWITZ ERMORDET 4.10.1944                                                                                     | [ 99 ] |
| | Lutz Leo Benjamin | Hohe Straße 9 (vor Hohe Straße 6) ⊙                                                         | 6. Juli 2007  | HIER WOHNTE LUTZ LEO BENJAMIN JG. 1930 DEPORTIERT 1943 AUSCHWITZ ERMORDET 4.10.1944 | [ 100 ] |
| | Hanna Benjamin | Hohe Straße 9 (vor Hohe Straße 6) ⊙                                                         | 6. Juli 2007  | HIER WOHNTE HANNA BENJAMIN JG. 1938 DEPORTIERT 1943 AUSCHWITZ ERMORDET 4.10.1944 | [ 101 ] |
| | Leo Elend | Hohe Straße 9 ⊙                                                                             | 20. Sep. 2016 | HIER WOHNTE LEO ELEND JG. 1896 ‘SCHUTZHAFT’ 1938 BUCHENWALD ENTLASSEN 28.11.1938 FLUCHT IN DEN TOD 8.3.1939                                                                                 | |
| | Max Schindler | Horststraße 10a ⊙                                                                           | 18. Okt. 2011 | HIER WOHNTE MAX SCHINDLER JG. 1880 VERHAFTET 1938 ‘SCHUTZHAFT’ BUCHENWALD TOT 2.12.1938 | Schauspieler |
| | Sigismund Nachmann | Hospitalstraße 7 ⊙                                                                          | 25. Sep. 2013 | HIER WOHNTE SIGISMUND NACHMANN JG. 1907 POLENAKTION 1938 ERMORDET 1942 IM BESETZTEN POLEN                                                                                                   | [ 103 ] |
| | Bajla Ides Nachmann, geb. Dressler                                                                                     | Hospitalstraße 7 ⊙                                                                          | 25. Sep. 2013 | HIER WOHNTE BAJLA IDES NACHMANN GEB. DRESSLER JG. 1908 POLENAKTION 1938 ERMORDET 1942 IM BESETZTEN POLEN                                                                                    | [ 104 ] |
| | Ingrid Nachmann | Hospitalstraße 7 ⊙                                                                          | 25. Sep. 2013 | HIER WOHNTE INGRID NACHMANN JG. 1931 POLENAKTION 1938 ERMORDET 1942 IM BESETZTEN POLEN | [ 105 ] |
| | Manfred Gerhard Nachmann                                                                                               | Hospitalstraße 7 ⊙                                                                          | 25. Sep. 2013 | HIER WOHNTE MANFRED GERHARD NACHMANN JG. 1934 POLENAKTION 1938 ERMORDET 1942 IM BESETZTEN POLEN                                                                                             | [ 106 ] |
| | Joachim Nachmann | Hospitalstraße 7 ⊙                                                                          | 25. Sep. 2013 | HIER WOHNTE JOACHIM NACHMANN JG. 1934 POLENAKTION 1938 ERMORDET 1942 IM BESETZTEN POLEN | [ 107 ] |
| | Mendel Schmul Muschinsky                                                                                               | Hübschmannstraße 12 ⊙                                                                       | 30. Mai 2017  | HIER WOHNTE MENDEL SCHMUL MUSCHINSKY JG. 1889 ‘POLENAKTION’ 1938 BENTSCHEN / ZBASZYN GHETTO LOMZA 1943 AUSCHWITZ ERMORDET 20.1.1943                                                         | |
| | Louisa Rochla Muschinsky                                                                                               | Hübschmannstraße 12 ⊙                                                                       | 30. Mai 2017  | HIER WOHNTE LOUISA ROCHLA MUSCHINSKY GEB. SCHNEIDER JG. 1889 ‘POLENAKTION’ 1938 BENTSCHEN / ZBASZYN GHETTO LOMZA 1943 AUSCHWITZ ERMORDET 20.1.1943                                          | |
| | Moses Max Löwenstein                                                                                                   | Hübschmannstraße 19 ⊙                                                                       | 30. Sep. 2015 | HIER WOHNTE MOSES MAX LÖWENSTEIN JG. 1871 ‘SCHUTZHAFT’ 1938 BUCHENWALD SCHWER MISSHANDELT TOT AN DEN FOLGEN 14.7.1939 CHEMNITZ                                                              | [ 108 ] |
| | Elise Löwenstein | Hübschmannstraße 19 ⊙                                                                       | 30. Sep. 2015 | HIER WOHNTE ELISE LÖWENSTEIN GEB. MICHAELIS JG. 1869 1941 JÜDISCHES ALTERSHEIM DEPORTIERT 1942 THERESIENSTADT ERMORDET 5.12.1942                                                            | [ 109 ] |
| | Moritz Mecklenburg | Hübschmannstraße 22 ⊙                                                                       | 25. Sep. 2013 | HIER WOHNTE MORITZ MECKLENBURG JG. 1880 ‘SCHUTZHAFT’ 1938 BUCHENWALD FLUCHT 1939 SHANGHAI TOT 17.3.1945                                                                                     | [ 110 ] |
| | Hans Hartmann | Hübschmannstraße 26 ⊙                                                                       | 12. Juni 2010 | HIER WOHNTE HANS HARTMANN JG. 1888 VERHAFTET 1940 SACHSENHAUSEN NEUENGAMME TOT 5.2.1941 DACHAU                                                                                              | 1939 zum Vorstand der Chemnitzer Israelitischen Religionsgemeinde gewählt |
| | Regina Hartmann, geb. Flieg                                                                                            | Hübschmannstraße 26 ⊙                                                                       | 12. Juni 2010 | HIER WOHNTE REGINA HARTMANN GEB. FLIEG JG. 1892 DEPORTIERT 1942 AUSCHWITZ ERMORDET | [ 112 ] |
| | Salomon Kupfermünz | Innere Klosterstraße 6 (ehemals Innere Klosterstraße 10)⊙                                   | 6. Mai 2021   | HIER WOHNTE SALOMON KUPFERMÜNZ JG. 1878 FLUCHT 1933 POLEN ERMORDET IM BESETZTE POLEN | [ 4 ] |
| | Rachela Kupfermünz | Innere Klosterstraße 6 (ehemals Innere Klosterstraße 10)⊙                                   | 6. Mai 2021   | HIER WOHNTE RACHELA KUPFERMÜNZ GEB. ZMIGROD JG. 1883 FLUCHT 1933 POLEN DEPORTIERT 1944 ERMORDET IN AUSCHWITZ                                                                                | [ 4 ] |
| | Dr. Kurt Lichtenstein                                                                                                  | Johannisplatz ⊙                                                                             | 10. Sep. 2014 | HIER WOHNTE DR. KURT LICHTENSTEIN JG. 1884 UNFREIWILLIG VERZOGEN 1935 EIBENSTOCK FLUCHT 1938 TSCHECHOSLOWAKEI FLUCHT IN DEN TOD 16.10.1938 PRAG                                             | [ 113 ] |
| | Werner Hirsch | Karl-Immermann-Straße 23 ⊙                                                                  | 30. Aug. 2018 | HIER WOHNTE WERNER HIRSCH JG. 1899 IM WIDERSTAND / KPD ‘SCHUTZHAFT’ 1933 BERLIN FLUCHT 1934 SOWJETUNION VERHAFTET 1936 GEFÄNGNISINSEL SOLOWEZKI BUTYRKA-GEFÄNGNIS 1941 TOT 10.6.1941 MOSKAU | |
| | Lieber Löwi | Karl-Liebknecht-Straße, hinter Opernhaus (ehemals Bismarckstraße 9) ⊙                       | 5. Dez. 2019  | BISMARCKSTRAßE 9 WOHNTE LIEBER LÖWI JG. 1893 FLUCHT 1934 POLEN ERMORDET IM BESETZTEN POLEN                                                                                                  | [ 25 ] |
| | Ester Löwi | Karl-Liebknecht-Straße, hinter Opernhaus (ehemals Bismarckstraße 9) ⊙                       | 5. Dez. 2019  | BISMARCKSTRAßE 9 WOHNTE ESTER LÖWI GEB. WURZEL JG. 1895 FLUCHT 1934 POLEN ERMORDET IM BESETZTEN POLEN                                                                                       | [ 25 ] |
| | Rosa Löwi | Karl-Liebknecht-Straße, hinter Opernhaus (ehemals Bismarckstraße 9) ⊙                       | 5. Dez. 2019  | BISMARCKSTRAßE 9 WOHNTE ROSA LÖWI JG. 1921 FLUCHT 1934 POLEN ERMORDET IM BESETZTEN POLEN | [ 25 ] |
| | Manfred Löwi | Karl-Liebknecht-Straße, hinter Opernhaus (ehemals Bismarckstraße 9) ⊙                       | 5. Dez. 2019  | BISMARCKSTRAßE 9 WOHNTE MANFRED LÖWI JG. 1923 FLUCHT 1934 POLEN ERMORDET IM BESETZTEN POLEN                                                                                                 | [ 25 ] |
| | Leib Kleinberg | Kaßbergstraße beim Zugang zur ehemaligen JVA (Höhe Wielandstraße) ⊙                         | 10. Sep. 2014 | HIER INHAFTIERT LEIB KLEINBERG JG. 1902 ‘POLENAKTION’ 1938 1939 RÜCKKEHR ‘SCHUTZHAFT’ 1939 GEFÄNGNIS KASSBERG FLUCHT IN DEN TOD 14.4.1940                                                   | [ 114 ] |
| | Hans Mire | Kaßbergstraße beim Zugang zur ehemaligen JVA (Höhe Wielandstraße) ⊙                         | 10. Sep. 2014 | HIER INHAFTIERT HANS MIRE JG. 1904 ‘SCHUTZHAFT’ 1940 GEFÄNGNIS KASSBERG FLUCHT IN DEN TOD 17.5.1940                                                                                         | [ 115 ] |
| | Dr. Otto Goldhardt | Kaßbergstraße 22 ⊙                                                                          | 7. Okt. 2008  | HIER WOHNTE DR.OTTO GOLDHARDT JG. 1885 VERHAFTET 1941 GEFÄNGNIS BRESLAU DEPORTIERT 1942 AUSCHWITZ ERMORDET 10.7.1942                                                                        | Studienrat Dr. phil. Otto Felix Guido Goldhardt, Lehrer für Geschichte und Deutsch, Historiker, Mitgründern der Chemnitzer Ortsgruppe der Deutschen Demokratischen Partei (DDP) |
| | Israel van Voolen | Kaßbergstraße 22a ⊙                                                                         | 30. Sep. 2015 | HIER WOHNTE ISRAEL VAN VOOLEN JG. 1875 FLUCHT 1939 HOLLAND INTERNIERT WESTERBORK DEPORTIERT 1942 AUSCHWITZ ERMORDET 5.11.1942                                                               | |
| | Dina van Voolen | Kaßbergstraße 22a ⊙                                                                         | 30. Sep. 2015 | HIER WOHNTE DINA VAN VOOLEN GEB. ESCHWEGE VERW. GÖTZ JG. 1873 FLUCHT 1939 HOLLAND INTERNIERT WESTERBORK DEPORTIERT 1942 AUSCHWITZ ERMORDET 5.11.1942                                        | |
| | Jakob Ralf Götz | Kaßbergstraße 22a ⊙                                                                         | 30. Sep. 2015 | HIER WOHNTE JAKOB RALF GÖTZ JG. 1913 ‘SCHUTZHAFT’ 1938 BUCHENWALD FLUCHT 1939 HOLLAND INTERNIERT WESTERBORK DEPORTIERT 1942 ERMORDET IN AUSCHWITZ                                           | [ 117 ] |
| | Ludwig Katzenstein | Katharinenstraße 2 (Heute Katharinenstraße 10) ⊙                                            | 7. Apr. 2009  | HIER WOHNTE DR. LUDWIG KATZENSTEIN JG. 1887 DEPORTIERT 1943 AUSCHWITZ ERMORDET 2.5.1943 | Arzt |
| | Hugo Sussmann | Kopernikusstraße 16 ⊙                                                                       | 2. Nov. 2012  | HIER WOHNTE HUGO SUSSMANN JG. 1881 DENUZIERT VERHAFTET 1944 ZWANGSARBEIT CHEMNITZ DEPORTIERT 1944 AUSCHWITZ ERMORDET 12.8.1944                                                              | Sein Verhängnis war, dass er in ein nicht für Juden zugelassenes Straßenbahnabteil einstieg. |
| Julius Sussmann | HIER WOHNTE JULIUS SUSSMANN JG. 1922 FLUCHT 1939 HOLLAND GEDEMÜTIGT / ENTRECHTET FLUCHT IN DEN TOD 12.8.1940 AMSTERDAM | Kopernikusstraße 16 ⊙                                                                       | 2. Nov. 2012  | [ 120 ] | |
| | Gustav Glaser | Kopernikusstraße 16 ⊙                                                                       | 5. Okt. 2020  | HIER WOHNTE GUSTAV GLASER JG. 1889 GEDEMÜTIGT/ENTRECHTET FLUCHT IN DEN TOD 14.2.1945 | [ 15 ] |
| | Martha Glaser | Kopernikusstraße 16 ⊙                                                                       | 5. Okt. 2020  | HIER WOHNTE MARTHA PAULA GLASER GEB. LEISSNER JG. 1889 GEDEMÜTIGT/ENTRECHTET VOR DEPORTATION FLUCHT IN DEN TOD 14.2.1945                                                                    | [ 15 ] |
| | Albert Hähnel | Kreherstraße 75 ⊙                                                                           | 19. Okt. 2011 | HIER WOHNTE ALBERT HÄHNEL JG. 1903 MEHRMALS VERHAFTET ZULETZT 1944 GESTAPO CHEMNITZ ERSCHOSSEN 27.3.1945 NEUKIRCHEN                                                                         | antifaschistischer Widerstandskämpfer |
| | David Klebe | Lange Straße 46 (heute bebaut), Am Rathaus 8 (Verlegung) ⊙                                  | 30. Sep. 2015 | HIER WOHNTE DAVID KLEBE JG. 1873 DEPORTIERT 1942 THERESIENSTADT 1942 TREBLINKA ERMORDET | [ 122 ] |
| | Sabina Nathan | Lange Straße 46 (heute bebaut), Am Rathaus 8 (Verlegung) ⊙                                  | 30. Aug. 2018 | LANGE STRASSE 46 WOHNTE / ARBEITETE SABINA NATHAN JG. 1872 DEPORTIERT 1942 THERESIENSTADT ERMORDET 6.7.1944                                                                                 | Familie Nathan |
| | Johanna Nathan | Lange Straße 46 (heute bebaut), Am Rathaus 8 (Verlegung) ⊙                                  | 30. Aug. 2018 | LANGE STRASSE 46 WOHNTE JOHANNA NATHAN JG. 1875 DEPORTIERT 1942 THERESIENSTADT ERMORDET 16.2.1943                                                                                           | Familie Nathan |
| | Julie Nathan | Lange Straße 46 (heute bebaut), Am Rathaus 8 (Verlegung) ⊙                                  | 30. Aug. 2018 | LANGE STRASSE 46 WOHNTE JULIE NATHAN JG. 1879 EINGEWIESEN 1939 JACOBY'SCHE ANSTALT BENDORF-SYN DEPORTIERT 1942 IZBICA ERMORDET                                                              | Familie Nathan |
| | Martha Helene Nestler                                                                                                  | Leonhardtstraße 23 ⊙                                                                        | 6. Mai 2021   | HIER WOHNTE HELENE NESTLER GEB. BACHMANN JG. 1895 EINGEWIESEN 1932 HEILANSTALT ZSCHADRASS ‘VERLEGT’ 8.8.1940 PIRNA-SONNENSTEIN ERMORDET 8.8.1940 ‘AKTION T4’                                | [ 123 ] |
| | Heinrich Weidberg | Lessingplatz 12 ⊙                                                                           | 30. Mai 2017  | HIER WOHNTE HEINRICH WEIDBERG JG. 1891 VERZOGEN 1939 WIEN DEPORTIERT 1941 KOWNO FORT IX ERMORDET 29.11.1941                                                                                 | |
| | Ida Weidberg | Lessingplatz 12 ⊙                                                                           | 30. Mai 2017  | HIER WOHNTE IDA WEIDBERG GEB. GRÜNFELD JG. 1892 FLUCHTVERSUCH 1939 HOLLAND VERZOGEN 1940 WIEN DEPORTIERT 1941 KOWNO FORT IX ERMORDET 29.11.1941                                             | |
| | Alice Weidberg | Lessingplatz 12 ⊙                                                                           | 30. Mai 2017  | HIER WOHNTE ALICE WEIDBERG JG. 1925 FLUCHTVERSUCH 1939 HOLLAND VERZOGEN 1940 WIEN DEPORTIERT 1941 KOWNO FORT IX ERMORDET 29.11.1941                                                         | |
| | Jankel Rotstein | Ludwig-Kirsch-Str. 1 (vormals Alexanderstraße 1) ⊙                                          | 7. Okt. 2008  | HIER WOHNTE JANKEL ROTSTEIN JG. 1889 VERHAFTET 1939 GEFÄNGNIS KASSBERG DEPORTIERT 1940 GHETTO WARSCHAU TOT 13.9.1941                                                                        | deutsch-russischer Dolmetscher |
| | Roland Rotstein | Ludwig-Kirsch-Str. 1 (vormals Alexanderstraße 1) ⊙                                          | 6. Mai 2021   | HIER WOHNTE ROLAND ROTSTEIN JG: 1932 DEPORTIERT 1945 THERESIENSTADT BEFREIT | [ 125 ] |
| | Marianne Rotstein | Ludwig-Kirsch-Str. 1 (vormals Alexanderstraße 1) ⊙                                          | 6. Mai 2021   | HIER WOHNTE MARIANNE ROTSTEIN VERH. MEYER JG. 1920 1943 ARBEITSLAGER NEUMÜHLE B. STRAUSBERG VERHAFTET 10.10.1944 GEFÄNGNIS BERLIN DEPORTIERT 1945 THERESIENSTADT BEFREIT                    | [ 125 ] |
| | Hermann Eduard Gleicher                                                                                                | Lutherstraße 5 ⊙                                                                            | 12. Juni 2010 | HIER WOHNTE HERMANN EDUARD GLEICHER JG. 1878 VERHAFTET 1939 BUCHENWALD TOT 1.6.1940 | [ 126 ] |
| | Franz Philipp Schreiber                                                                                                | Marianne-Brand-Straße 8 (vormals Platanenstraße 8) ⊙                                        | 6. Mai 2021   | HIER WOHNTE FRANZ PHILIPP SCHREIBER JG. 1885 FLUCHT 1939 FRANKREICH INTERNIERT DRANCY DEPORTIERT 1944 AUSCHWITZ ERMORDET 1944                                                               | [ 127 ] |
| | Charlotte Schreiber | Marianne-Brand-Straße 8 (vormals Platanenstraße 8) ⊙                                        | 6. Mai 2021   | HIER WOHNTE CHARLOTTE SCHREIBER JG. 1922 GEB. BIE JG. 1896 FLUCHT 1939 FRANKREICH INTERNIERT DRANCY DEPORTIERT 1944 AUSCHWITZ ERMORDET 1944                                                 | [ 127 ] |
| | Vera Schreiber | Marianne-Brand-Straße 8 (vormals Platanenstraße 8) ⊙                                        | 6. Mai 2021   | HIER WOHNTE VERA SCHREIBER JG. 1930 FLUCHT 1939 FRANKREICH AB 1942 VERSTECKT VERHAFTET INTERNIERT DRANCY DEPORTIERT 1944 AUSCHWITZ ERMORDET 1944                                            | [ 127 ] |
| | David Leib Nachmann | Matthesstraße 15 ⊙                                                                          | 2. Nov. 2012  | HIER WOHNTE DAVID LEIB NACHMANN JG. 1882 POLENAKTION 1938 VERHAFTET 1939 CHEMNITZ 1939 BUCHENWALD ‘VERLEGT’ 12.3.1942 BERNBURG ERMORDET 12.3.1942                                           | [ 128 ] |
| Hanni Nachmann | HIER WOHNTE HANNI NACHMANN JG. 1922 POLENAKTION 1938 FÜR TOT ERKLÄRT 1945                                              | Matthesstraße 15 ⊙                                                                          | 2. Nov. 2012  | nach 1938 kein Lebenszeichen mehr | |
| | Berthold Steinberg | Moritzstraße 20 (auf dem Platz vor dem TIETZ an der Bahnhofstraße) ⊙                        | 20. Sep. 2016 | HIER WOHNTE BERTHOLD STEINBERG JG. 1903 FLUCHT FRANKREICH INTERNIERT DRANCY DEPORTIERT 1942 ERMORDET IN AUSCHWITZ                                                                           | |
| | Charlotte Steinberg | Moritzstraße 20 (auf dem Platz vor dem TIETZ an der Bahnhofstraße) ⊙                        | 20. Sep. 2016 | HIER WOHNTE CHARLOTTE STEINBERG GEB. ROSENBERG JG. 1909 FLUCHT 1939 HOLLAND FLUCHT FRANKREICH INTERNIERT DRANCY DEPORTIERT 1942 ERMORDET IN AUSCHWITZ                                       | |
| | Marion Steinberg | Moritzstraße 20 (auf dem Platz vor dem TIETZ an der Bahnhofstraße) ⊙                        | 20. Sep. 2016 | HIER WOHNTE MARION STEINBERG JG. 1930 FLUCHT FRANKREICH INTERNIERT DRANCY DEPORTIERT 1942 ERMORDET IN AUSCHWITZ                                                                             | |
| | Curt Schubert | Münchner Straße 31 ⊙                                                                        | 20. Sep. 2016 | HIER WOHNTE CURT SCHUBERT JG. 1897 IM WIDERSTAND / KPD VERHAFTET 1944 ZUCHTHAUS WALDHEIM TODESURTEIL 11.4.1945 NICHT VOLLSTRECKT BEFREIT                                                    | |
| | Eugen Simon | Münchner Straße 61 ⊙                                                                        | 30. Sep. 2015 | HIER WOHNTE EUGEN SIMON JG. 1877 1942 JÜDISCHES ALTERSHEIM DEPORTIERT 1943 AUSCHWITZ ERMORDET 17.4.1943                                                                                     | |
| | Walther Sachs | Parkstraße 9/9a ⊙                                                                           | 10. Sep. 2014 | HIER WOHNTE WALTHER SACHS JG. 1872 FLUCHT 1933 HOLLAND INTERNIERT WESTERBORK DEPORTIERT 1944 BERGEN - BELSEN ERMORDET 15.4.1944                                                             | [ 130 ] |
| | Gertrud Sachs | Parkstraße 9/9a ⊙                                                                           | 10. Sep. 2014 | HIER WOHNTE GERTRUD SACHS GEB. BERNSTEIN JG. 1872 FLUCHT 1933 HOLLAND INTERNIERT WESTERBORK DEPORTIERT 1944 BERGEN - BELSEN TOT 2.5.1945 TRÖBITZ                                            | [ 131 ] |
| | Ludwig Scharlach | Parkstraße 9/9a ⊙                                                                           | 10. Sep. 2014 | HIER WOHNTE LUDWIG SCHARLACH JG. 1899 FLUCHT 1933 HOLLAND INTERNIERT WESTERBORK DEPORTIERT 1943 SOBIBOR ERMORDET                                                                            | |
| | Gerda Scharlach | Parkstraße 9/9a ⊙                                                                           | 10. Sep. 2014 | HIER WOHNTE GERDA SCHARLACH GEB. SACHS JG. 1906 FLUCHT 1933 HOLLAND INTERNIERT WESTERBORK DEPORTIERT 1943 SOBIBOR ERMORDET                                                                  | |
| | Erika Scharlach | Parkstraße 9/9a ⊙                                                                           | 10. Sep. 2014 | HIER WOHNTE ERIKA SCHARLACH JG. 1928 FLUCHT 1933 HOLLAND INTERNIERT WESTERBORK DEPORTIERT 1943 SOBIBOR ERMORDET                                                                             | |
| | Fritz Bernstein | Parkstraße 48a ⊙                                                                            | 5. Dez. 2019  | HIER WOHNTE FRITZ BERNSTEIN JG. 1916 FLUCHT 1933 HOLLAND 1935 ENGLAND 1940 PIONEER CORPS TOT 4.8.1942 WALES                                                                                 | [ 25 ] |
| | Hermann Goldschmidt | Puschkinstraße 2 ⊙                                                                          | 14. Juni 2023 | HIER WOHNTE HERMANN GOLDSCHMIDT JG. 1862 GEDEMÜTIGT / ENTRECHTET TOT 3. AUG. 1939 | Familie Goldschmidt |
| | Gertrud Goldschmidt | Puschkinstraße 2 ⊙                                                                          | 14. Juni 2023 | HIER WOHNTE GERTRUD GOLDSCHMIDT GEB. ZWICKER JG. 1889 ‘MISCHEHE‘ AUSGEGRENZT / DRANGSALIERT MIT HILFE ÜBERLEBT                                                                              | Familie Goldschmidt |
| | Ruth Goldschmidt | Puschkinstraße 2 ⊙                                                                          | 14. Juni 2023 | HIER WOHNTE RUTH GOLDSCHMIDT JG. 1914 GEDEMÜTIGT / ENTRECHTET MIT HILFE ÜBERLEBT | Familie Goldschmidt |
| | David Bauer | Reichenhainer Straße 8 ⊙                                                                    | 14. Juni 2023 | HIER WOHNTE DAVID JOSEF BAUER JG. 1883 ‘POLEN-AKTION’ 1938 GHETTO TARNOPOL ERMORDET | Familie Bauer |
| | Gitel Bauer | Reichenhainer Straße 8 ⊙                                                                    | 14. Juni 2023 | HIER WOHNTE GITEL BAUER GEB. WEINGAST JG. 1889 ‘POLEN-AKTION’ 1938 GHETTO TARNOPOL ERMORDET                                                                                                 | Familie Bauer |
| | Leopold Bauer | Reichenhainer Straße 8 ⊙                                                                    | 14. Juni 2023 | HIER WOHNTE LEOPOLD BAUER JG. 1912 IM WIDERSTAND/KPD ‘SCHUTZHAFT’ 1933 BERLIN FLUCHT FRANKREICH INTERNIERT 1939 FLUCHT 1940 SCHWEIZ INTERNIERT 1944 GENF ENTLASSEN MAI 1944                 | Familie Bauer |
| | Adela Bauer | Reichenhainer Straße 8 ⊙                                                                    | 14. Juni 2023 | HIER WOHNTE ADELA BAUER VERH. HALDANE JG. 1915 FLUCHT 1939 SHANGHAI | Familie Bauer |
| | Max Bauer | Reichenhainer Straße 8 ⊙                                                                    | 14. Juni 2023 | HIER WOHNTE MAX BAUER JG. 1917 ‘POLEN-AKTION’ 1938 GHETTO TARNOPOL ERMORDET | Familie Bauer |
| | Klara Bauer | Reichenhainer Straße 8 ⊙                                                                    | 14. Juni 2023 | HIER WOHNTE KLARA BAUER VERH. MARGULIES JG. 1919 ‘POLEN-AKTION’ 1938 GHETTO TARNOPOL MIT HILFE ÜBERLEBT                                                                                     | Familie Bauer |
| | Bruno Heidenheim | Reichsstraße 15 ⊙                                                                           | 25. Sep. 2013 | HIER WOHNTE BRUNO HEIDENHEIM JG. 1885 ‘SCHUTZHAFT’ 1938 POLIZEIGEFÄNGNIS CHEMNITZ ZWANGSARBEIT 1939 TÖDLICH ERKRANKT TOT 24.12.1940                                                         | nötige medizinische Versorgung wurde ihm verwehrt |
| | Fritz Matschke | Reichsstraße 69 ⊙                                                                           | 5. Okt. 2020  | HIER WOHNTE FRITZ MATSCHKE Jg. 1899 IM WIDERSTAND/KPD 'SCHUTZHAFT' 1933 SACHSENBURG VERHAFTET 2.3.1945 FLOSSENBÜRG TODESMARSCH DACHAU ERMORDET 3.5.1945                                     | [ 15 ] |
| | Hermann Fürstenheim | Reitbahnstraße (vor Eingang Tietz) ⊙                                                        | 8. Nov. 2013  | HIER ARBEITETE HERMANN FÜRSTENHEIM JG. 1877 ERMORDET 10.11.1938 WESTSTRASSE 13 | langjähriger Direktor des heutigen Kulturkaufhaus Tietz |
| | Ruth Speck | Ricarda-Huch-Straße 18 ⊙                                                                    | 20. Sep. 2016 | HIER WOHNTE RUTH SPECK JG. 1919 EINGEWIESEN 1933 HEILANSTALT CHEMNITZ-ALTENDORF ‘VERLEGT’ 31.7.1940 PIRNA-SONNENSTEIN ERMORDET 31.7.1940 ‘AKTION T4’                                        | |
| | Max Tebrich | Ritterstraße 17 ⊙                                                                           | 14. Juni 2023 | BERNSDORFER STRAßE 1 WOHNTE UND ARBEITETE MAX TEBRICH JG. 1872 UNFREIWILLIG VERZOGEN 1936 BERLIN DEPORTIERT 1942 THERESIENSTADT ERMORDET 7.10.1943                                          | Max und Marta Tebrich |
| | Marta Tebrich | Ritterstraße 17 ⊙                                                                           | 14. Juni 2023 | BERNSDORFER STRAßE 1 WOHNTE MARTA TEBRICH GEB. HEINEMANN JG. 1887 UNFREIWILLIG VERZOGEN 1936 BERLIN DEPORTIERT 1942 THERESIENSTADT 1944 AUSCHWITZ ERMORDET                                  | Max und Marta Tebrich |
| | Jenny Fleischer | Rosenhof 1a (vormals Holzmarkt 15) ⊙                                                        | 17. Mai 2022  | HOLZMARKT 15 WOHNTE JENNY FLEISCHER GEB. COHN JG. 1878 GEDEMÜTIGT / ENTRECHNET FLUCHT IN DEN TOD 19.11.1938                                                                                 | [ 138 ] |
| | Ilse Fleischer | Rosenhof 1a (vormals Holzmarkt 15) ⊙                                                        | 17. Mai 2022  | HOLZMARKT 15 WOHNTE ILSE FLEISCHER JG. 1900 GEDEMÜTIGT / ENTRECHNET FLUCHT IN DEN TOD 19.11.1938                                                                                            | [ 138 ] |
| | Willy Lesser | Rößlerstraße 33 ⊙                                                                           | 29. Mai 2024  | HIER WOHNTE WILLY LESSER JG. 1901 IM WIDERSTAND / SPD VERHAFTET 1935 ‘HOCHVERRAT‘ KASSBERG-GEFÄNGNIS KZ SACHSENBURG ENTLASSEN 1936                                                          | In Hamburg-Barmbek im Herbstweg 2 wurde ein Stolperstein verlegt. |
| | Erich Kohnke | Rudolf-Breitscheid-Straße 4 ⊙                                                               | 18. Okt. 2011 | HIER WOHNTE ERICH KOHNKE JG. 1900 FLUCHT 1938 HOLLAND INTERNIERT WESTERBORK DEPORTIERT 1943 AUSCHWITZ ERMORDET 23.9.1943                                                                    | Kapellmeister |
| | Oscar Lichtenstein | Rudolf-Breitscheid-Straße 5 ⊙                                                               | 5. Okt. 2020  | HIER WOHNTE OSCAR LICHTENSTEIN JG: 1965 DEPORTIERT 1942 THERESIENSTADT ERMORDET 2.10.1942                                                                                                   | [ 15 ] |
| | Gertrud Beck | Rudolf-Krahl-Straße 32 (früher Burgstraße) ⊙                                                | 20. Sep. 2016 | HIER WOHNTE GERTRUD BECK GEB. SCHAUBER JG. 1896 UNFREIWILLIG VERZOGEN 1938 LEIPZIG DEPORTIERT 1942 RIGA FLUCHT IN DEN TOD                                                                   | |
| | Karl Beck | Rudolf-Krahl-Straße 32 (früher Burgstraße) ⊙                                                | 20. Sep. 2016 | HIER WOHNTE KARL BECK JG. 1925 UNFREIWILLIG VERZOGEN 1938 LEIPZIG DEPORTIERT 1942 RIGA ERMORDET IN STUTTHOF                                                                                 | |
| | Edgar Bernhard Beck | Rudolf-Krahl-Straße 32 (früher Burgstraße) ⊙                                                | 20. Sep. 2016 | HIER WOHNTE EDGAR BERNHARD BECK JG. 1923 UNFREIWILLIG VERZOGEN 1938 LEIPZIG DEPORTIERT 1942 RIGA ERMORDET IN RIGA - SALASPILS                                                               | |
| | Dr. Kurt Magen | Schumannstraße 8 ⊙                                                                          | 30. Mai 2017  | HIER WOHNTE DR. KURT MAGEN JG. 1882 UNFREIWILLIG VERZOGEN 1937 DRESDEN VERHAFTET JAN. 1942 POLIZEIGEFÄNGNIS DRESDEN TOT 23.5.1942 UMSTÄNDE NIE GEKLÄRT                                      | |
| | ERNA MAGEN | Schumannstraße 8 ⊙                                                                          | 30. Mai 2017  | HIER WOHNTE ERNA MAGEN GEB. HINZELMANN JG. 1898 UNFREIWILLIG VERZOGEN 1937 DRESDEN DEPORTIERT 1943 AUSCHWITZ FLUCHT IN DEN TOD 3.3.1943                                                     | |
| | Anneliese Magen | Schumannstraße 8 ⊙                                                                          | 30. Mai 2017  | HIER WOHNTE ANNELIESE MAGEN JG. 1920 UNFREIWILLIG VERZOGEN 1937 DRESDEN FLUCHT 1938 ENGLAND                                                                                                 | |
| | Claus Magen | Schumannstraße 8 ⊙                                                                          | 30. Mai 2017  | HIER WOHNTE CLAUS MAGEN JG. 1923 UNFREIWILLIG VERZOGEN 1937 DRESDEN FLUCHTVERSUCH 1942 SCHWEIZ DEPORTIERT 1942 AUSCHWITZ ERMORDET 16.8.1942                                                 | |
| | Stephanie Magen | Schumannstraße 8 ⊙                                                                          | 30. Mai 2017  | HIER WOHNTE STEPHANIE MAGEN JG. 1925 UNFREIWILLIG VERZOGEN 1937 DRESDEN DEPORTIERT 1943 AUSCHWITZ FLUCHT IN DEN TOD 3.3.1943                                                                | |
| | Israel Miller | Senefelder Straße 12 ⊙                                                                      | 18. Okt. 2011 | HIER WOHNTE ISRAEL MILLER JG. 1886 VERHAFTET 1936 ZUCHTHAUS WALDHEIM DEPORTIERT ERMORDET 1942 IN LUBLIN                                                                                     | [ 140 ] |
| | Klara Wurzel | Sonnenstraße 3 ⊙                                                                            | 30. Aug. 2018 | HIER WOHNTE KLARA WURZEL GEB. LAUFER JG. 1871 DEPORTIERT 1942 THERESIENSTADT ERMORDET 23.9.1942                                                                                             | Familie Wurzel |
| | Elias Wurzel | Sonnenstraße 3 ⊙                                                                            | 30. Aug. 2018 | HIER WOHNTE ELIAS WURZEL JG. 1903 FLUCHT 1933 FRANKREICH INTERNIERT PITHIVIERS DEPORTIERT 1942 AUSCHWITZ ERMORDET 15.9.1942                                                                 | Familie Wurzel |
| | Herta Wurzel | Sonnenstraße 3 ⊙                                                                            | 30. Aug. 2018 | HERTA WURZEL GEB. ZUER JG. 1910 FLUCHT 1933 FRANKREICH INTERNIERT DRANCY DEPORTIERT 1942 ERMORDET IN AUSCHWITZ                                                                              | Familie Wurzel |
| | Arnold Winter | Sonnenstraße 16 ⊙                                                                           | 7. Apr. 2009  | HIER WOHNTE ARNOLD WINTER JG. 1906 VERHAFTET 1943 IN PARIS ‘WEHRKRAFTZERSETZUNG’ ERSCHOSSEN 11.12.1943                                                                                      | [ 141 ] |
| | Siegfried Strauss | Stefan-Heym-Platz 1 ⊙                                                                       | 29. Mai 2024  | HIER ARBEITETE SIEGFRIED STRAUSS JG. 1885 UNFREIWILLIG VERZOGEN 1938 FRANKFURT/MAIN FLUCHT 1939 NEUSEELAND                                                                                  | [ 7 ] |
| | Dina Strauss | Stefan-Heym-Platz 1 ⊙                                                                       | 29. Mai 2024  | DINA STRAUSS GEB. SPIRO JG. 1894 UNFREIWILLIG VERZOGEN 1938 FRANKFURT/MAIN FLUCHT 1939 NEUSEELAND                                                                                           | [ 7 ] |
| | Ruth Betti Strauss | Stefan-Heym-Platz 1 ⊙                                                                       | 29. Mai 2024  | RUTH BETTI STRAUSS JG. 1927 UNFREIWILLIG VERZOGEN 1938 FRANKFURT/MAIN FLUCHT 1939 NEUSEELAND                                                                                                | [ 7 ] |
| | Walter Strauss | Stefan-Heym-Platz 1 ⊙                                                                       | 29. Mai 2024  | WALTER STRAUSS JG. 1928 UNFREIWILLIG VERZOGEN 1938 FRANKFURT/MAIN FLUCHT 1939 NEUSEELAND | [ 7 ] |
| | Bernhard Stieglitz | Stefan-Heym-Platz 1 ⊙                                                                       | 10. Sep. 2014 | HIER ARBEITETE BERNHARD STIEGLITZ JG. 1910 EINGEWIESEN 1933 NERVENKLINIK CHEMNITZ HEILANSTALT ZSCHADRASS ERMORDET                                                                           | |
| | Jette Tamler | Stefan-Heym-Platz 1 ⊙                                                                       | 10. Sep. 2014 | HIER ARBEITETE JETTE TAMLER GEB. 1902 DEPORTIERT 1942 BELZYCE ERMORDET | |
| | Jacob Metsch | Stollberger Straße 25 (vormals Nr. 39) ⊙                                                    | 6. Mai 2021   | HIER WOHNTE JACOB METSCH JG. 1880 'SCHUTZHAFT' 1938 BUCHENWALD DEPORTIERT 1942 BELZYCE ERMORDET                                                                                             | [ 142 ] |
| | Jenny Metsch | Stollberger Straße 25 (vormals Nr. 39) ⊙                                                    | 6. Mai 2021   | HIER WOHNTE JENNY METSCH GEB. KUPFERBERG GEB. 1895 DEPORTIERT 1942 ERMORDET IN BELZYCE | [ 142 ] |
| | Werner Ludwig Metsch                                                                                                   | Stollberger Straße 25 (vormals Nr. 39) ⊙                                                    | 6. Mai 2021   | HIER WOHNTE WERNER LUDWIG METSCH GEB. 1924 VERHAFTET 27.2.1943 GEFÄNGNIS CHEMNITZ DEPORTIERT 1943 ERMORDET IN AUSCHWITZ                                                                     | [ 142 ] |
| | Arthur Weiner | Stollberger Straße 41 (heute im Bereich Straßenbahnhaltestelle Parkstraße stadtwärts)⊙      | 7. Apr. 2009  | HIER WOHNTE DR. ARTHUR WEINER JG. 1877 VERHAFTET APRIL 1933 MISSHANDELT VON SA TOT 11.4.1933                                                                                                | Anwalt, im Vorstand der Israelitischen Religionsgemeinde zu Chemnitz, gehörte zu den ersten jüdischen Opfern des nationalsozialistischen Terrors in Chemnitz |
| | Paul Fischer | Straße der Nationen 56 ⊙                                                                    | 6. Juli 2007  | PAUL FISCHER JG. 1911 IM WIDERSTAND REICHSBANNER VON SA VOR DEM 'HANSA-HAUS' AM THEATERPLATZ 4/5 ERMORDET 6.3.1933                                                                          | [ 144 ] |
| | Anton Richard Tauber                                                                                                   | Theaterplatz 2 ⊙                                                                            | 29. Mai 2024  | HIER WIRKTE ANTON RICHARD TAUBER JG. 1861 ANTISEMITISCH ANGEFEINDET RÜCKTRITT 1930 FLUCHT 1936 ITALIEN SCHWEIZ TOT 4. AUG. 1942                                                             | [ 7 ] |
| | Markus Rosenfeld | Theaterstraße 36a (vor Theaterstraße 38) ⊙                                                  | 20. Sep. 2016 | HIER WOHNTE MARKUS ROSENFELD JG. 1877 FLUCHT 1939 HOLLAND INTERNIERT WESTERBORK DEPORTIERT 1943 SOBIBOR ERMORDET 28.5.1943                                                                  | |
| | Jacheta Rosenfeld | Theaterstraße 36a (vor Theaterstraße 38) ⊙                                                  | 20. Sep. 2016 | HIER WOHNTE JACHETA ROSENFELD GEB. KESSLER JG. 1880 FLUCHT 1939 HOLLAND INTERNIERT WESTERBORK DEPORTIERT 1943 SOBIBOR ERMORDET 28.5.1943                                                    | |
| | Mally Ruchel Rosenfeld                                                                                                 | Theaterstraße 36a (vor Theaterstraße 38) ⊙                                                  | 20. Sep. 2016 | HIER WOHNTE MALLY RUCHEL ROSENFELD VERH. VAN VOOLEN JG. 1912 FLUCHT 1935 HOLLAND INTERNIERT WESTERBORK DEPORTIERT 1943 AUSCHWITZ ERMORDET 3.9.1943                                          | |
| | Heinrich Guttmann | Theaterstraße 40 ⊙                                                                          | 5. Okt. 2020  | HIER WOHNTE HEINRICH GUTTMANN GEB. 1892 IM WIDERSTAND/DLFM 'SCHUTZHAFT' 1933 GEFÄNGNITZ CHEMNITZ FLUCHT 1934 SCHWEIZ, ITALIEN 1939 PALÄSTINA                                                | [ 15 ] |
| | Ilse Guttmann, geb. Cohn                                                                                               | Theaterstraße 40 ⊙                                                                          | 5. Okt. 2020  | HIER WOHNTE ILSE GUTTMANN GEB. COHN JG. 1898 FLUCHT 1938 ITALIEN 1939 PALÄSTINA | [ 15 ] |
| | Kurt Walter Stopp | Tschaikowskistr. 62 (vormals Amalienstr. 62) ⊙                                              | 17. Mai 2022  | HIER WOHNTE KURT WALTER STOPP JG. 1898 EINGEWIESEN 1926 NERVENKLINIK CHEMNITZ 1927 ANSTALT ZSCHADRASS 'VERLEGT' 11.9.1940 PIRNA-SONNENSTEIN ERMORDET 11.9.1940 ‘AKTION T4’                  | [ 145 ] |
| | Ernst Cohn | Uhlichstraße 20 ⊙                                                                           | 25. Sep. 2013 | HIER WOHNTE DR. ERNST COHN JG. 1901 FLUCHT 1933 PÄLASTINA 1936 SPANIEN INT. BRIGADEN 1939 KOLUMBIEN 1944 FLUCHT IN DEN TOD                                                                  | Zahnarzt |
| | Hermann Brod | Ulmenstraße 44 ⊙                                                                            | 5. Okt. 2020  | HIER WOHNTE HERMANN BROD JG. 1882 FLUCHT 1937 FRANKREICH MIT HILFE ÜBERLEBT | [ 15 ] |
| | Rosa Brod | Ulmenstraße 44 ⊙                                                                            | 5. Okt. 2020  | HIER WOHNTE ROSA BROD GEB. SILBERBERG JG. 1882 FLUCHT 1937 FRANKREICH TOT 5.4.1937 LUCHON                                                                                                   | [ 15 ] |
| | Rosa Brudner, geb. Granditz                                                                                            | Untere Aktienstraße 14 ⊙                                                                    | 2. Nov. 2012  | HIER WOHNTE ROSA BRUDNER GEB. GRANDITZ JG. 1884 DEPORTIERT 1942 BELZYCE ERMORDET | [ 147 ] |
| | Johannes Strauch | Walter-Oertel-Straße 24 ⊙                                                                   | 29. Mai 2024  | HIER WOHNTE JOHANNES STRAUCH JG. 1928 EINGEWIESEN 1923 KATHARINENHOF GROSSHENNERSDORF TOT 2. MAI 1944                                                                                       | [ 7 ] |
| | Richard Felix Voigt | Walter-Oertel-Straße 38 ⊙                                                                   | 7. Apr. 2009  | HIER WOHNTE DR. RICHARD FELIX VOIGT JG. 1888 EINGEWIESEN 10.7.1940 ‘HEILANSTALT’ PIRNA-SONNENSTEIN ERMORDET 10.7.1940                                                                       | [ 148 ] |
| | Magdalena Noll | Walter-Oertel-Straße 38 ⊙                                                                   | 5. Okt. 2020  | HIER WOHNTE MAGDALENA NOLL GEB. BUSCHNER JG. 1903 DEPORTIERT 1945 THERESIENSTADT BEFREIT | [ 15 ] |
| | Gilel Reiter | Walter-Oertel-Straße 42 (einst Helenenstraße 42) ⊙                                          | 30. Sep. 2015 | HIER WOHNTE GILEL REITER JG. 1878 ‘SCHUTZHAFT’ 1938 BUCHENWALD SCHWER MISSHANDELT MEDIZINISCHE HILFE VERWEIGERT TOT 18.2.1944 CHEMNITZ                                                      | [ 149 ] |
| | Hersz Rappel | Walter-Oertel-Straße 46 ⊙                                                                   | 29. Mai 2024  | HIER WOHNTE HERSZ RAPPEL JG. 1896 ‘POLENAKTION‘ 1938 FLUCHT 1939 ITALIEN | [ 7 ] |
| | Recha Rappel | Walter-Oertel-Straße 46 ⊙                                                                   | 29. Mai 2024  | HIER WOHNTE RECHA RAPPEL GEB. FRIEDMANN JG. 1891 ‘POLENAKTION‘ 1938 FLUCHT 1939 ITALIEN | [ 7 ] |
| | Ingrid Rappel | Walter-Oertel-Straße 46 ⊙                                                                   | 29. Mai 2024  | HIER WOHNTE INGRID RAPPEL JG. 1921 FLUCHT 1938 ENGLAND | [ 7 ] |
| | Betty Oppenheim | Weststraße 7a ⊙                                                                             | 30. Aug. 2018 | HIER WOHNTE BETTY OPPENHEIM GEB. MARON JG. 1872 FLUCHT 1939 HOLLAND INTERNIERT WESTERBORK DEPORTIERT 1943 SOBIBOR ERMORDET 7.5.1943                                                         | [ 2 ] |
| | Emanuel Mandel | Weststraße 7a ⊙                                                                             | 30. Aug. 2018 | HIER WOHNTE EMANUEL MANDEL JG. 1892 UNFREIWILLIG VERZOGEN 1941 BERLIN DEPORTIERT 1943 ERMORDET IN AUSCHWITZ                                                                                 | [ 2 ] |
| | Anni Luise Mandel | Weststraße 7a ⊙                                                                             | 30. Aug. 2018 | HIER WOHNTE ANNI LUISE MANDEL GEB. OPPENHEIM JG. 1904 UNFREIWILLIG VERZOGEN 1941 BERLIN DEPORTIERT 1943 ERMORDET IN AUSCHWITZ                                                               | [ 2 ] |
| | Inge Elisabeth Mandel                                                                                                  | Weststraße 7a ⊙                                                                             | 30. Aug. 2018 | HIER WOHNTE INGE ELISABETH MANDEL JG. 1930 FLUCHT 1939 HOLLAND INTERNIERT WESTERBORK DEPORTIERT 1943 BERGEN-BELSEN 1944 AUSCHWITZ ERMORDET                                                  | [ 2 ] |
| | Stephanie Cäcilie Mandel                                                                                               | Weststraße 7a ⊙                                                                             | 30. Aug. 2018 | HIER WOHNTE STEPHANIE CÄCILIE MANDEL JG. 1933 FLUCHT 1939 HOLLAND INTERNIERT WESTERBORK DEPORTIERT 1943 BERGEN-BELSEN 1944 AUSCHWITZ ERMORDET                                               | [ 2 ] |
| | Ludwig Salgo | Weststraße 24 ⊙                                                                             | 12. Juni 2010 | HIER WOHNTE LUDWIG SALGO JG. 1889 DEPORTIERT 1942 GHETTO BELZYCE ERMORDET | [ 150 ] |
| | Laura Salgo | Weststraße 24 ⊙                                                                             | 12. Juni 2010 | HIER WOHNTE LAURA SALGO GEB. FRIEDRICH JG. 1895 DEPORTIERT 1942 GHETTO BELZYCE ERMORDET | [ 151 ] |
| | Lilly Salgo | Weststraße 24 ⊙                                                                             | 30. Mai 2017  | HIER WOHNTE LILLY SALGO VERH. KATZ JG. 1918 UNFREIWILLIG VERZOGEN 1936 BERLIN FLUCHT 1938 USA                                                                                               | |
| | Josef Kahn | Weststraße 65 ⊙                                                                             | 17. Mai 2022  | HIER WOHNTE JOSEF KAHN JG. 1881 ‘SCHUTZHAFT’ 1938 BUCHENWALD FLUCHT 1939 HOLLAND PALÄSTINA                                                                                                  | [ 152 ] |
| | Amon Mühlfelder | Weststraße 73 ⊙                                                                             | 30. Sep. 2015 | HIER WOHNTE AMON MÜHLFELDER JG. 1882 DEPORTIERT 1942 ERMORDET IM BESETZTEN POLEN | [ 153 ] |
| | Gerta Mühlfelder | Weststraße 73 ⊙                                                                             | 30. Sep. 2015 | HIER WOHNTE GERTA MÜHLFELDER GEB. LIPMANN JG. 1853 1942 JÜDISCHES ALTERSHEIM DEPORTIERT 1943 THERESIENSTADT ERMORDET 19.7.1943                                                              | [ 154 ] |
| | Therese Schwartz | Weststraße 73 ⊙                                                                             | 30. Sep. 2015 | HIER WOHNTE THERESE SCHWARTZ GEB. MÜHLFELDER JG. 1877 DEPORTIERT 1942 ERMORDET IN BELZYCE                                                                                                   | |
| | Friedrich Olbricht | Wielandstraße 6 ⊙                                                                           | 7. Okt. 2008  | HIER WOHNTE FRIEDRICH OLBRICHT JG. 1888 VERHAFTET ERSCHOSSEN 20.7.1944 BERLIN-BENDLERBLOCK                                                                                                  | General, am Attentat auf Adolf Hitler am 20. Juli 1944 beteiligt |
| | Jakob Frisch | Wiesenstraße 10 (ehemals Nr. 52) ⊙                                                          | 5. Dez. 2019  | HIER WOHNTE JAKOB FRISCH JG. 1898 ‘SCHUTZHAFT’ 1938 BUCHENWALD 1940 SACHSENHAUSEN 'VERLEGT' 4.8.1941 PIRNA-SONNENSTEIN ERMORDET 4.6.1941                                                    | [ 25 ] |
| | Ryfka Frisch | Wiesenstraße 10 (ehemals Nr. 52) ⊙                                                          | 5. Dez. 2019  | HIER WOHNTE RYFKA FRISCH GEB. KIRSCHEN JG. 1898 EINGEWIESEN 1936 ANSTALT HOCHWEITZSCHEN 'VERLEGT' 19.7.1940 PIRNA-SONNENSTEIN ERMORDET 19.7.1940 'AKTION T4'                                | [ 25 ] |
| | Erika Frisch | Wiesenstraße 10 (ehemals Nr. 52) ⊙                                                          | 5. Dez. 2019  | HIER WOHNTE ERIKA FRISCH JG. 1925 1936 JÜDISCHES KINDERHEIM LEIPZIG DEPORTIERT 1942 BELZYCE ERMORDET                                                                                        | [ 25 ] |
| | Charlotte Frisch | Wiesenstraße 10 (ehemals Nr. 52) ⊙                                                          | 5. Dez. 2019  | HIER WOHNTE CHARLOTTE FRISCH JG. 1928 1936 JÜDISCHES KINDERHEIM LEIPZIG DEPORTIERT 1942 BELZYCE ERMORDET                                                                                    | [ 25 ] |
| | Herbert Kaulfuss | Yorckstraße 70 ⊙                                                                            | 5. Dez. 2019  | HIER WOHNTE HERBERT KAULFUSS JG. 1912 IM WIDERSTAND / SPD ‘SCHUTZHAFT’ 1933 GEFÄNGNIS CHEMNITZ FLUCHT 1933 BRASILIEN ERTRUNKEN AUF ÜBERFAHRT JAN. 1934                                      | [ 25 ] |
| | Robert Reiher | Zietenstraße 85 ⊙                                                                           | 30. Mai 2017  | HIER WOHNTE ROBERT REIHER JG. 1902 ZEUGE JEHOVAS INHAFTIERT IN MEHREREN GEFÄNGNISSEN ZULETZT 1942 DACHAU ERMORDET 25.9.1942                                                                 | |
| | Max Pinkus | Zöllnerstraße 6 ⊙                                                                           | 7. Apr. 2009  | HIER WOHNTE MAX PINKUS JG. 1884 DEPORTIERT 1943 AUSCHWITZ ERMORDET 11.2.1943 | [ 156 ] |
| | Hermann Jungmann | Zöllnerstraße 6 ⊙                                                                           | 20. Sep. 2016 | HIER WOHNTE UND ARBEITETE HERMANN JUNGMANN JG. 1879 DEPORTIERT 1942 ERMORDET IM BESETZTEN POLEN                                                                                             | |
| | Paula Jungmann | Zöllnerstraße 6 ⊙                                                                           | 20. Sep. 2016 | HIER WOHNTE PAULA JUNGMANN GEB. JUNGMANN JG. 1879 DEPORTIERT 1942 ERMORDET IM BESETZTEN POLEN                                                                                               | |
| | Kurt Jungmann | Zöllnerstraße 6 ⊙                                                                           | 20. Sep. 2016 | HIER WOHNTE KURT JUNGMANN JG. 1906 VERHAFTET 18.6.1938 AKTION ‘ARBEITSSCHEU REICH’ SACHSENHAUSEN 1942 GROSS-ROSEN ERMORDET 16.7.1942                                                        | |
| | Ruth Jungmann | Zöllnerstraße 6 ⊙                                                                           | 20. Sep. 2016 | HIER WOHNTE RUTH JUNGMANN VERH. MORATH JG. 1908 UMZUG / HEIRAT DEPORTIERT 1943 ERMORDET IN AUSCHWITZ                                                                                        | |
| | Judith Jungmann | Zöllnerstraße 6 ⊙                                                                           | 20. Sep. 2016 | HIER WOHNTE JUDITH JUNGMANN JG. 1917 DEPORTIERT 1942 UMZUG /BERUFLICH DEPORTIERT 1942 RIGA ERMORDET 22.10.1942                                                                              | |
| | Dr. Else Wolff | Zschopauer Platz 13 ⊙                                                                       | 30. Sep. 2015 | HIER WOHNTE UND PRAKTIZIERTE DR. ELSE WOLFF JG. 1891 UNFREIWILLIG VERZOGEN 1936 LEIPZIG BERUFSVERBOT 1938 DEPORTIERT 1942 ERMORDET IN BELZYCE                                               | |
| | Henoch Bulka | Zschopauer Straße 54 ⊙                                                                      | 29. Mai 2024  | HIER WOHNTE HENOCH BULKA JG. 1898 SCHICKSAL UNBEKANNT | [ 7 ] |
| | Rahel Bulka | Zschopauer Straße 54 ⊙                                                                      | 29. Mai 2024  | HIER WOHNTE RAHEL BULKA GEB. PAPERNO JG. 1905 DEPORTIERT 1942 GHETTO BELZYCE ERMORDET | [ 7 ] |
| | Doris Ida Bulka | Zschopauer Straße 54 ⊙                                                                      | 29. Mai 2024  | HIER WOHNTE DORIS IDA BULKA JG. 1934 DEPORTIERT 1942 GHETTO BELZYCE ERMORDET | [ 7 ] |
| | Max Josef Bulka | Zschopauer Straße 54 ⊙                                                                      | 29. Mai 2024  | HIER WOHNTE MAX JOSEF BULKA JG. 1938 DEPORTIERT 1942 GHETTO BELZYCE ERMORDET | [ 7 ] |
| | Julius Nussberg | Zschopauer Straße 55 ⊙                                                                      | 30. Aug. 2018 | HIER WOHNTE JULIUS NUSSBERG JG. 1907 FLUCHT 1936 LETTLAND VERHAFTET 1941 RIGA ZENTRALGEFÄNGNIS TOT 18.1.1944                                                                                | Julius Nussberg |
| | Ludwig Motulski | Zschopauer Straße 74 ⊙                                                                      | 6. Juli 2007  | HIER WOHNTE LUDWIG MOTULSKI JG. 1928 DEPORTIERT 1942 ERMORDET 1942 IN BELZEC | [ 157 ] |
| | Zita Sonder | Zschopauer Straße 74 ⊙                                                                      | 6. Juli 2007  | HIER WOHNTE ZITA SONDER JG. 1900 DEPORTIERT 1942 ERMORDET 1943 IN AUSCHWITZ | [ 158 ] |
| | Leo Sonder | Zschopauer Straße 74 ⊙                                                                      | 7. Mai 2021   | HIER LEBTE LEO SONDER JG. 1899 DEPORTIERT 1942 THERESIENSTADT 1943 AUSCHWITZ 1945 TODESMARSCH FLOSSENBURG BEFREIT                                                                           | [ 159 ] |
| | Hirsch Leib Elstein | Zschopauer Straße 85/Ecke Ritterstraße ⊙                                                    | 18. Okt. 2011 | HIER WOHNTE HIRSCH LEIB ELSTEIN JG. 1889 FLUCHT 1939 BELGIEN INTERNIERT MECHELEN DEPORTIERT 1942 AUSCHWITZ ERMORDET 30.9.1942                                                               | [ 160 ] |
| | Avram Avramovici | Zschopauer Straße 107 ⊙                                                                     | 2. Nov. 2012  | HIER WOHNTE AVRAM AVRAMOVICI JG. 1885 DEPORTIERT 1942 BELZYCE NACH FLUCHTVERSUCH ERMORDET                                                                                                   | [ 161 ] |
| | Alta Basia Avramovici                                                                                                  | Zschopauer Straße 107 ⊙                                                                     | 2. Nov. 2012  | HIER WOHNTE ALTA BASIA AVRAMOVICI JG. 1889 DEPORTIERT 1942 BELZYCE NACH FLUCHTVERSUCH ERMORDET                                                                                              | [ 162 ] |
| | Rudolf Harlaß | Zwickauer Straße 187 ⊙                                                                      | 10. Sep. 2014 | HIER WOHNTE RUDOLF HARLASS JG. 1893 IM WIDERSTAND /KPD ‘SCHUTZHAFT’ 1933 SACHSENBURG 1944 AKTION GITTER POLIZEIGEFÄNGNIS CHEMNITZ FLUCHT IN DEN TOD 6.12.1944                               | [ 163 ] |